# 8. Mai
Der 8. Mai ist der 128. Tag des gregorianischen Kalenders (der 129. in Schaltjahren), somit bleiben 237 Tage bis zum Jahresende. In vielen europäischen Ländern ist der 8. Mai ein nationaler Feier- bzw. Gedenktag (Tag der Befreiung). An diesem Tag endete 1945 der Zweite Weltkrieg in Europa.

## Ereignisse

### Politik und Weltgeschehen
- 1222: Der unmündige Heinrich, Sohn des Kaisers Friedrich II., wird in Aachen von Erzbischof Engelbert I. von Köln zum römisch-deutschen König und zum Mitregenten seines Vaters gekrönt.
- 1360: Im Frieden von Brétigny mit dem französischen König Johann II. verzichtet der englische König Eduard III. am Ende der ersten Phase des Hundertjährigen Krieges auf die Krone Frankreichs und erhält dafür Calais, Poitou und Gebiete in Südwestfrankreich als Besitz.

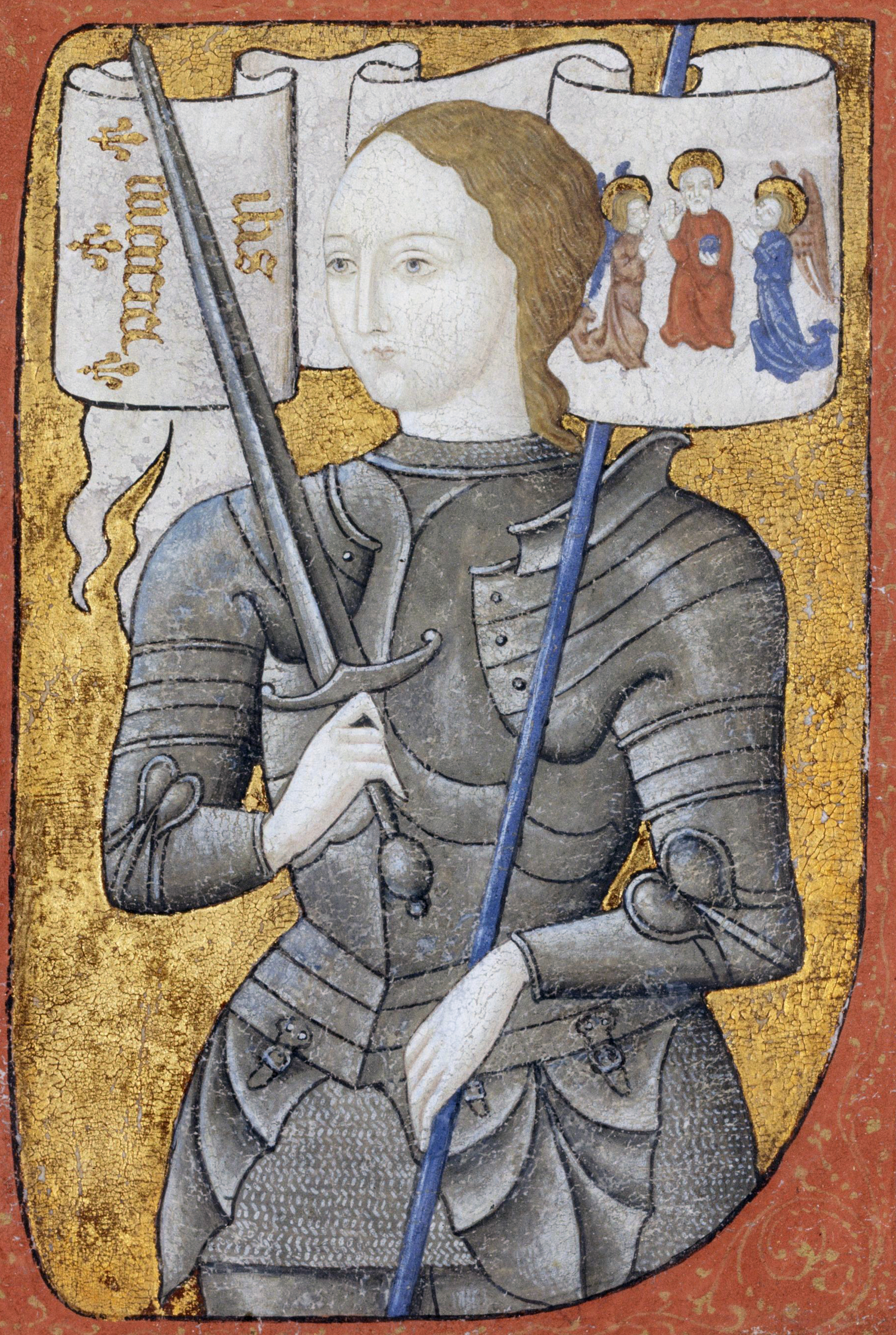
1429: Jeanne d’Arc

- 1429: Einen Tag nach der Einnahme von Orléans nach siebenmonatiger Belagerung durch die französischen Truppen unter Étienne de Vignolles und Jeanne d’Arc ziehen die Engländer ab, was eine Wende im Hundertjährigen Krieg bedeutet und König Karl VII. den Weg zur Krönungskathedrale in Reims öffnet.

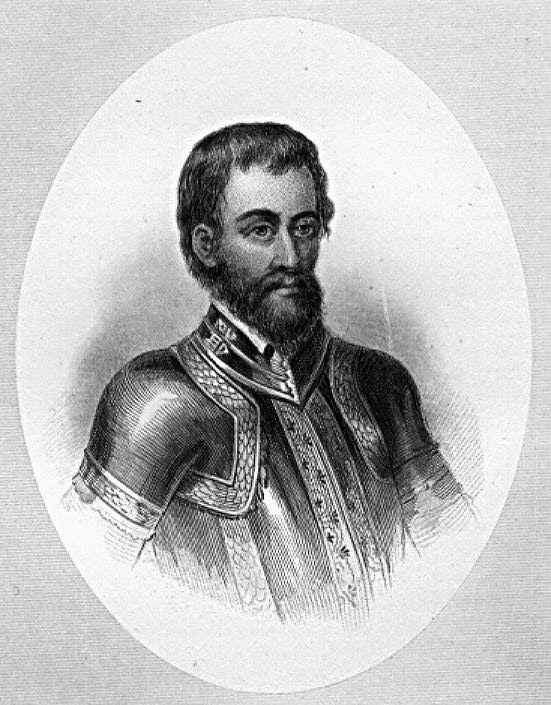
1541: Hernando de Soto

- 1541: Der spanische Seefahrer und Konquistador Hernando de Soto erreicht mit seiner bereits schwer dezimierten Expedition von Florida aus den Mississippi River.
- 1654: Mit dem Frieden von Westminster endet der Erste Englisch-Niederländische Krieg. Die Niederlande müssen die englischen Navigationsakten anerkennen, nach denen außereuropäische Güter nur auf englischen Schiffen nach England eingeführt werden dürfen.
- 1660: Die Abgeordneten des Convention Parliaments im Commonwealth of England proklamieren den im Ausland weilenden Karl II. zum König und beenden so die republikanische Periode in der englischen Geschichte.

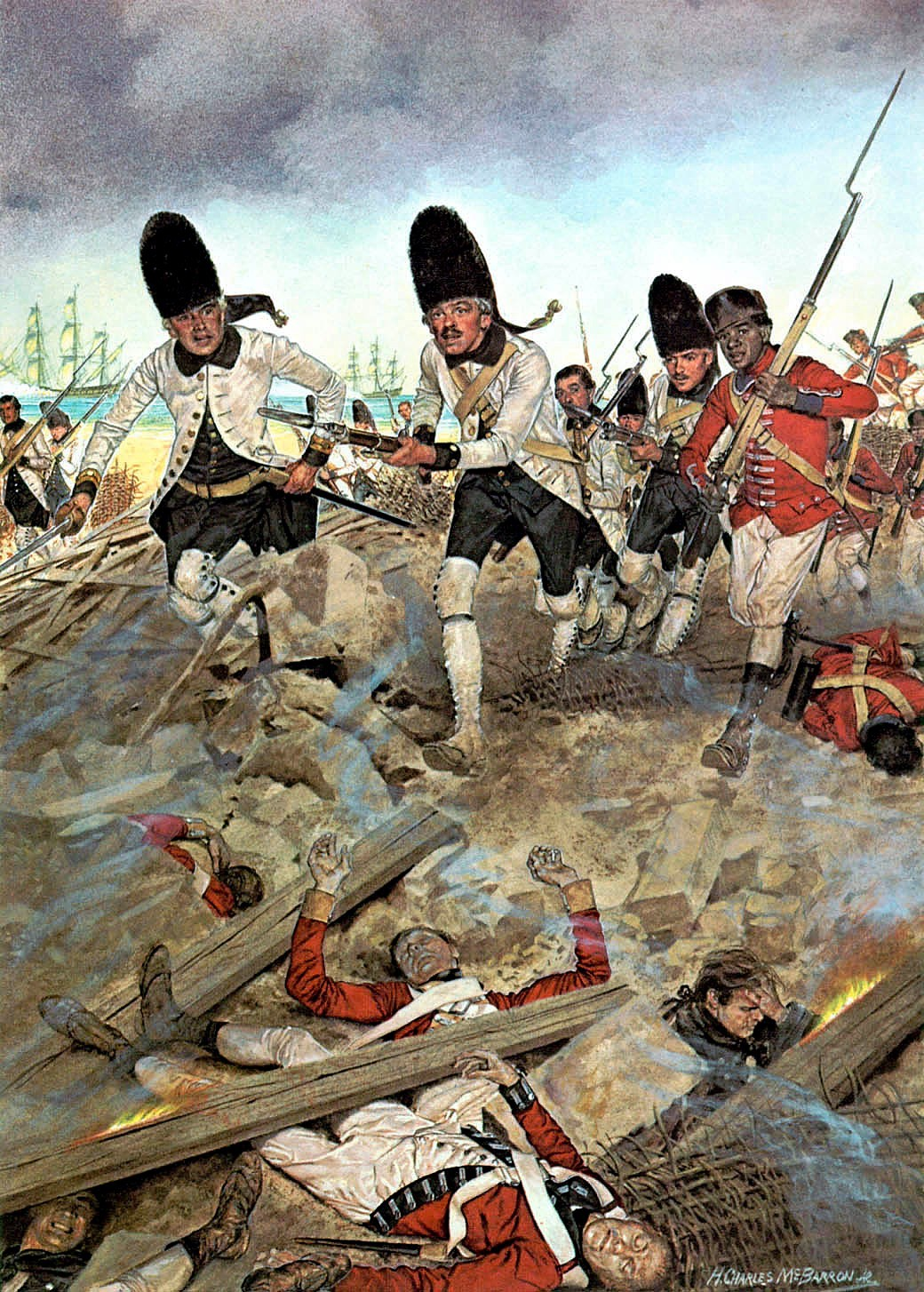
1781: Schlacht um Pensacola

- 1781: Als Höhepunkt der spanischen Rückeroberung Floridas von Großbritannien während des Amerikanischen Unabhängigkeitskrieges gelingt den spanischen Truppen unter dem Befehl von Bernardo de Gálvez y Madrid in der Schlacht um Pensacola die Eroberung der gleichnamigen Stadt.
- 1838: In Großbritannien treten zum ersten Mal die Werktätigen geschlossen auf, und die demokratischen Sozialisten fordern in ihrem Programm People’s Charter das allgemeine und geheime Wahlrecht für Männer über 21 Jahren, jährliche Parlamentswahlen, die Beseitigung von Rotten boroughs und Diäten für Abgeordnete.

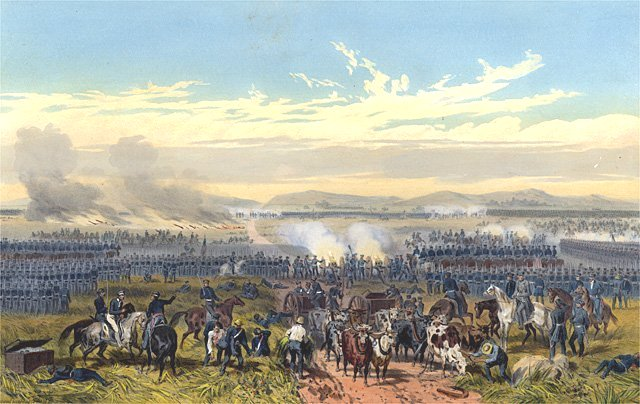
1846: Schlacht bei Palo Alto

- 1846: In der Schlacht von Palo Alto im Mexikanisch-Amerikanischen Krieg besiegt nördlich des Rio Grande die US-Armee unter General Zachary Taylor die mexikanische Streitmacht unter Mariano Arista.
- 1852: Im Londoner Protokoll zwischen Großbritannien, Frankreich, Russland, Preußen und Österreich sowie den Ostseemächten Schweden und Dänemark wird die Integrität des dänischen Gesamtstaates von den Großmächten bekräftigt. Die Herzogtümer Schleswig und Holstein bleiben aber als eigenständige Einheiten erhalten.

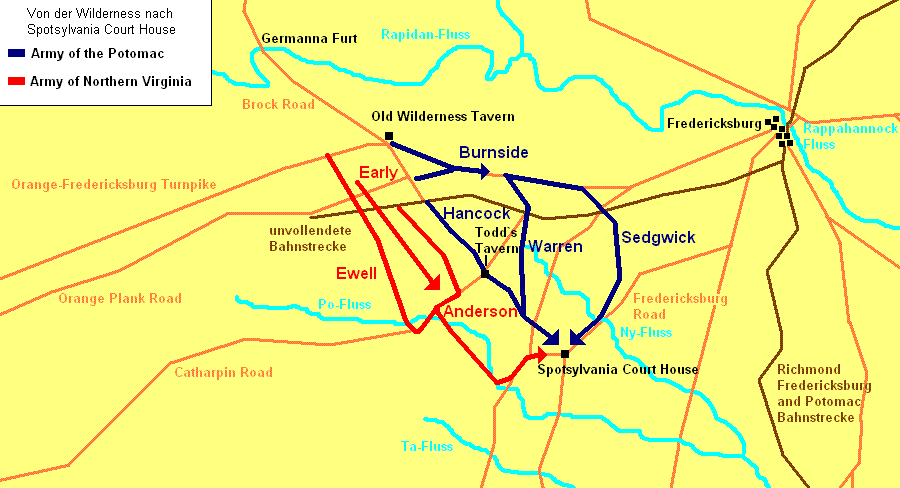
1864: Der Weg der Armeen nach Spotsylvania

- 1864: Zwei Tage nach der Schlacht in der Wilderness stehen sich die Army of the Potomac unter Generalmajor George Gordon Meade und die Army of Northern Virginia von General Robert Edward Lee im Amerikanischen Bürgerkrieg erneut gegenüber. Die Schlacht bei Spotsylvania Court House zwischen den beiden erschöpften Armeen beginnt am ersten Tag mit einem kurzen Gefecht, dauert danach jedoch bis zum 21. Mai.
- 1871: Im Streit um die nach dem Kaperschiff Alabama benannte Alabamafrage einigen sich die Vereinigten Staaten und das Vereinigte Königreich von Großbritannien und Irland im Vertrag von Washington auf den Spruch eines internationalen Schiedsgerichtes.

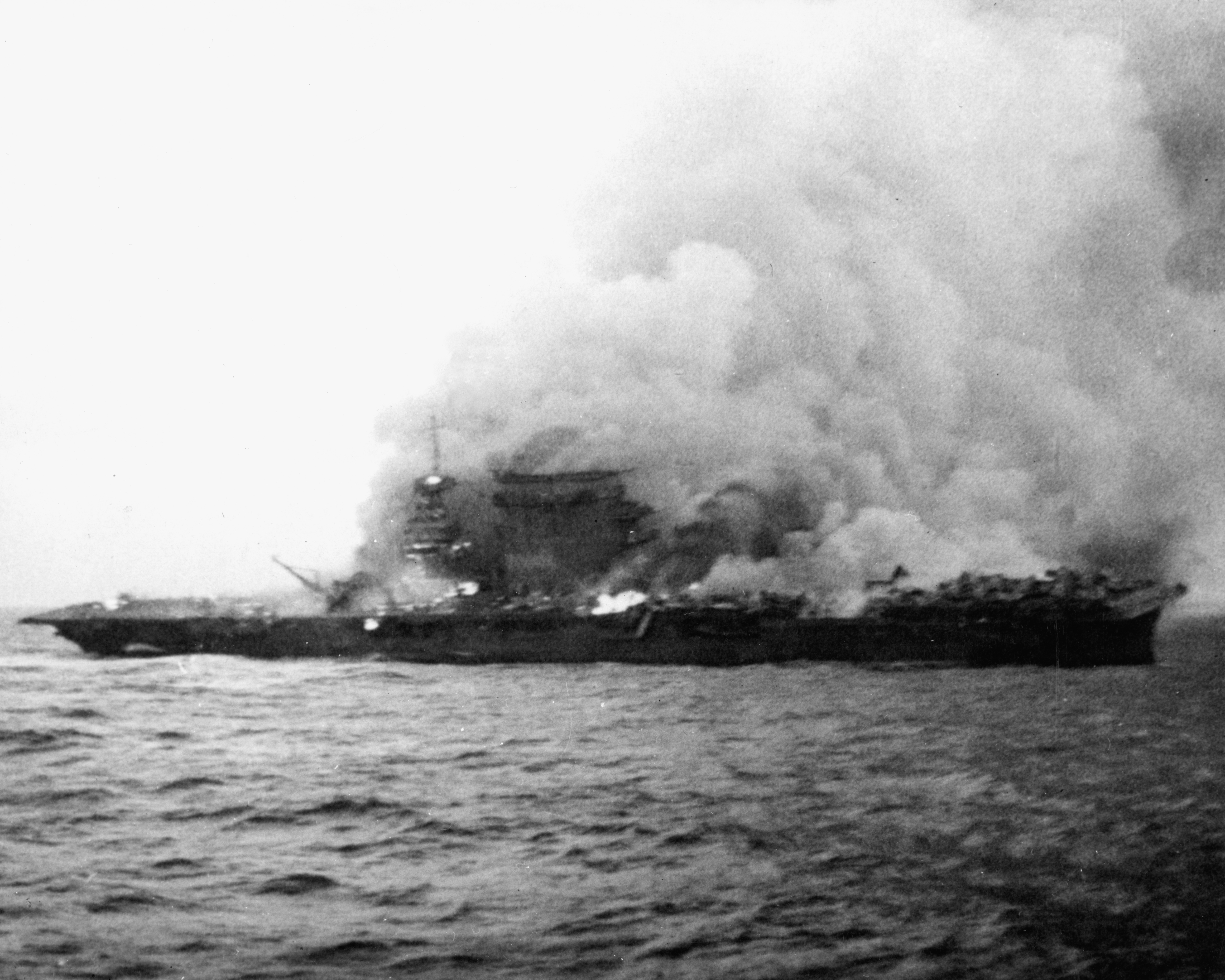
1942: Die während der Schlacht getroffene USS Lexington

- 1942: Die am Vortag im Korallenmeer südlich der Salomonen begonnene Schlacht im Korallenmeer, die erste große Trägerschlacht zwischen japanischen und alliierten Einheiten im Pazifikkrieg, endet ohne Entscheidung.
- 1942: Die Wehrmacht startet an der Ostfront das Unternehmen Trappenjagd gegen die Rote Armee, welches in den folgenden Tagen zur Eroberung der Halbinsel Kertsch führt.

1945: Keitel ratifiziert die bedingungslose Kapitulation der Wehrmacht

- 1945: Der Zweite Weltkrieg in Europa endet mit der Ratifizierung der Urkunde zur bedingungslosen Kapitulation der Wehrmacht in Berlin-Karlshorst (Tag der Befreiung, VE-Day). Sie findet in dem nach der Schlacht um Berlin bezogenen Hauptquartier der sowjetischen Streitkräfte statt und ist auf den 8. Mai datiert. In diesem Gebäude befindet sich das 1967 gegründete, mehrfach umgebaute Museum Berlin-Karlshorst. Das Datum markiert zugleich die Befreiung vom Nationalsozialismus. Durch Verzögerung der auf den späten Nachmittag des 8. Mai anberaumten Zusammenkunft werden die Unterschriften erst um 23:01 Uhr geleistet – aufgrund der Zeitverschiebung zur MEZ in Berlin entspricht dies in Moskau dem 9. Mai, 01:01 Uhr.
- 1945: Im Massaker von Sétif wird eine zunächst friedliche Demonstration mit etwa 10.000 Teilnehmern, die den Sieg über Deutschland feiern und gleichzeitig die Forderung nach der Unabhängigkeit Algeriens erheben, von der französischen Kolonialmacht mit zahlreichen Todesopfern blutig niedergeschlagen. In der Folge verschärft Frankreich die Repressionen im kolonisierten Algerien.

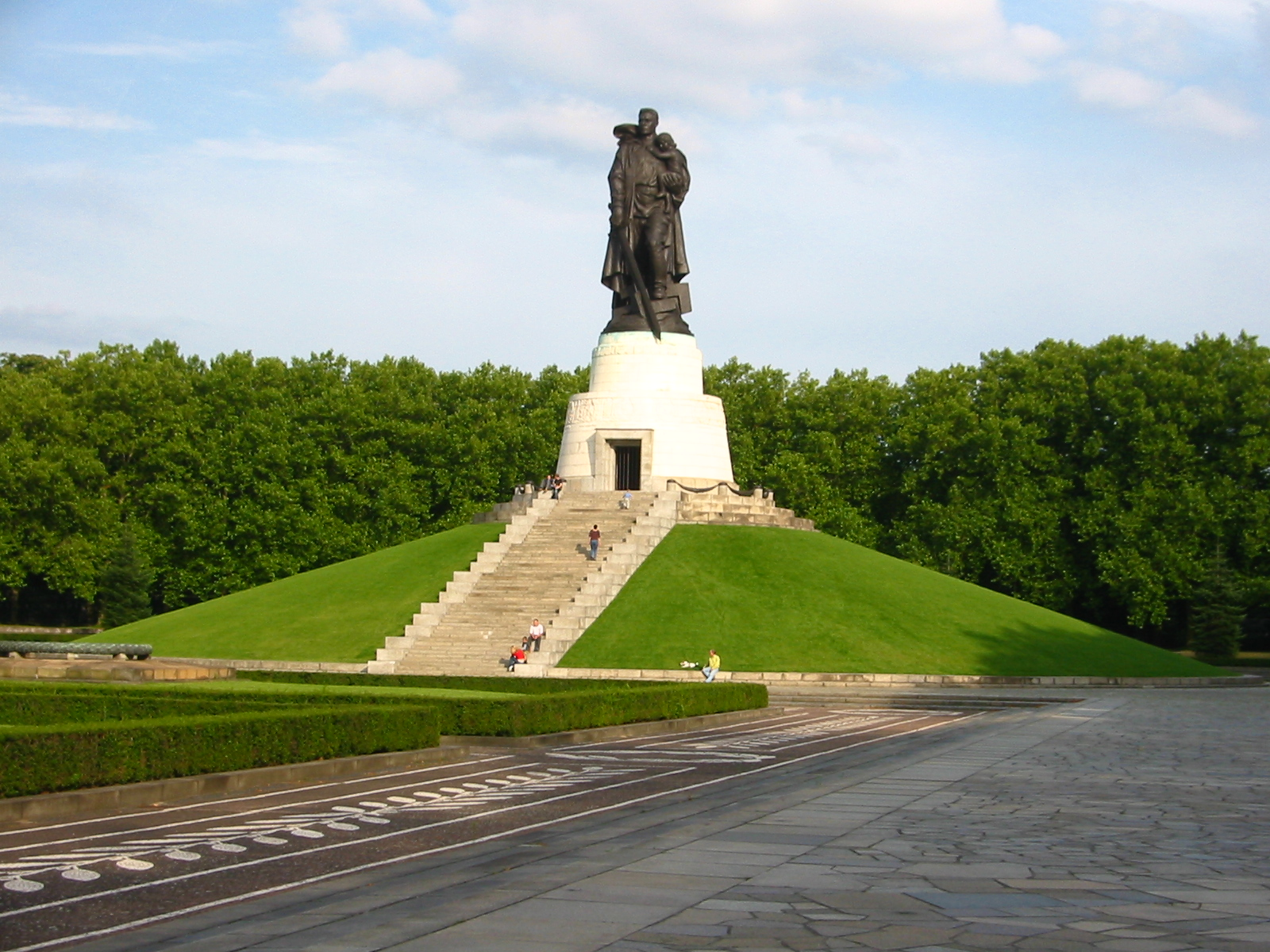
1949: Treptower Ehrenmal (Hügel mit Pavillon und Statue)

- 1949: Vier Jahre nach Inkrafttreten der Gesamtkapitulation der deutschen Wehrmacht wird in Berlin das Treptower Ehrenmal für die im Zweiten Weltkrieg Gefallenen der Roten Armee eingeweiht.
- 1949: Nach achtmonatigen Beratungen beschließt der Parlamentarische Rat mehrheitlich gegen die Stimmen von CSU und KPD das Deutsche Grundgesetz (GG), das jedoch vorläufig nur für die Westzone Rechtsgültigkeit erlangt.
- 1949: Nach dem Beitritt Costa Ricas zum Interamerikanischen Vertrag über gegenseitigen Beistand (TIAR) lässt Staatspräsident José Figueres Ferrer per Verfassung die Armee des Landes abschaffen und investiert die dadurch freigewordenen Finanzmittel in den Aufbau des Bildungs- und Gesundheitswesens. Grenzsicherungsaufgaben werden von der Polizei übernommen.
- 1973: Nach 71 Tagen endet die Besetzung der Ortschaft Wounded Knee in der Pine-Ridge-Reservation; die Mitglieder der American Indian Movement ergeben sich den Regierungstruppen.

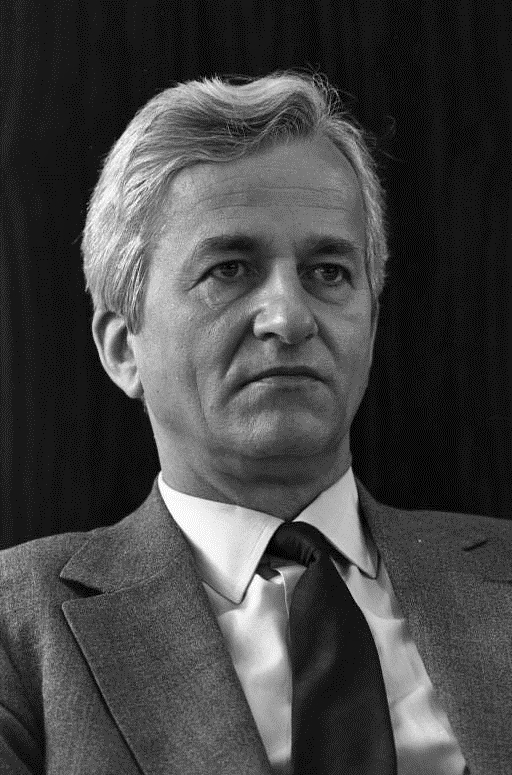
1985: Richard von Weizsäcker

- 1985: Richard von Weizsäcker hält im Deutschen Bundestag die vielbeachtete Rede Zum 40. Jahrestag der Beendigung des Krieges in Europa und der nationalsozialistischen Gewaltherrschaft. Die Aussage Befreiung vom Nationalsozialismus wird damit zur Kernaussage der nationalen Erinnerungskultur in der Bundesrepublik Deutschland.
- 1988: Nach der vorausgegangenen Barschel-Affäre gewinnen die Sozialdemokraten bei den Landtagswahlen in Schleswig-Holstein die absolute Mehrheit der Mandate. Björn Engholm kann als designierter Ministerpräsident die Regierung in Kiel bilden.
- 1988: Im zweiten Wahlgang der französischen Wahl um das Amt des Staatspräsidenten setzt sich Amtsinhaber François Mitterrand von der Parti socialiste mit 54 Prozent der Wählerstimmen gegen seinen Mitbewerber, Premierminister Jacques Chirac von der Partei Rassemblement pour la République, durch, der rund 46 Prozent der Stimmen auf sich vereinigt.

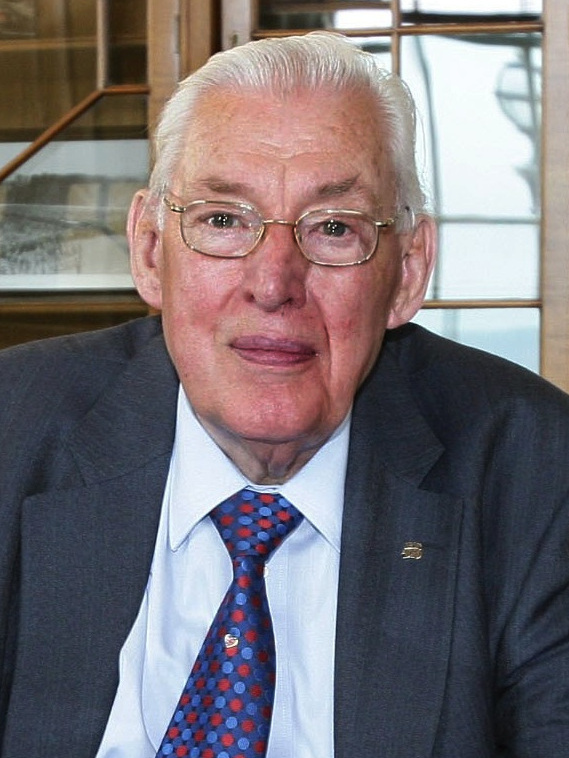
2007: Ian Paisley

- 2007: Ian Paisley von der Democratic Unionist Party wird zum Ersten Minister von Nordirland, sein Stellvertreter wird Martin McGuinness von Sinn Féin. Gemeinsam mit der Ulster Unionist Party sowie der katholischen Social Democratic and Labour Party bilden sie eine Allparteienregierung.

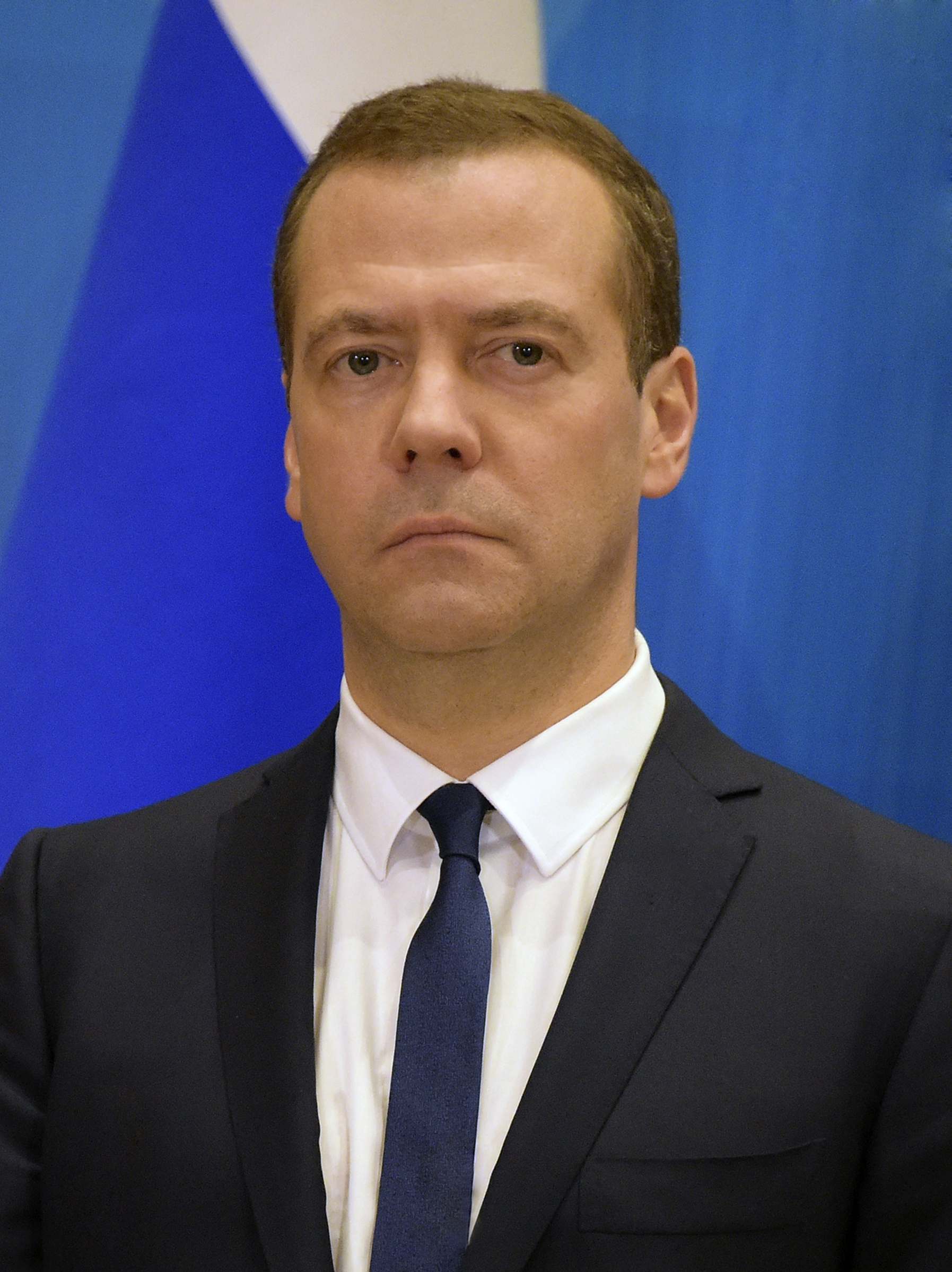
2012: Dmitri Medwedew

- 2012: Der bisherige russische Präsident Dmitri Medwedew wird von der Duma zum neuen Ministerpräsidenten Russlands gewählt.
- 2018: Der armenische Oppositionspolitiker Nikol Paschinjan ist vom Parlament in Jerewan im 2. Wahlgang zum neuen Premierminister gewählt worden. Er hatte zuvor die Großdemonstrationen organisiert, die Premierminister Sersch Sargsjan zum Rücktritt gedrängt hatten.

### Wirtschaft
- 1629: In Lübeck wird eine Sklavenkasse eingerichtet, die lübische Seeleute aus den Fängen nordafrikanischer Piraten freikaufen soll. Die Kasse hat Bestand bis ins 19. Jahrhundert.
- 1886: Für fünf Cent pro Glas verkauft in Atlanta der Drogist John Pemberton erstmals ein von ihm entwickeltes Mittel gegen Kopfschmerzen und Müdigkeit, das später als Coca-Cola bekannt wird.
- 1926: Mit der Großen Ausstellung für Gesundheitspflege, soziale Fürsorge und Leibesübungen (GeSoLei) öffnet in Düsseldorf die größte Messe der Weimarer Republik ihre Pforten und wird zu einem Publikumsmagneten.
- 1946: Die erste Leipziger Messe nach dem Ende des Zweiten Weltkrieges wird unter dem Namen Friedensmesse eröffnet.

### Wissenschaft und Technik

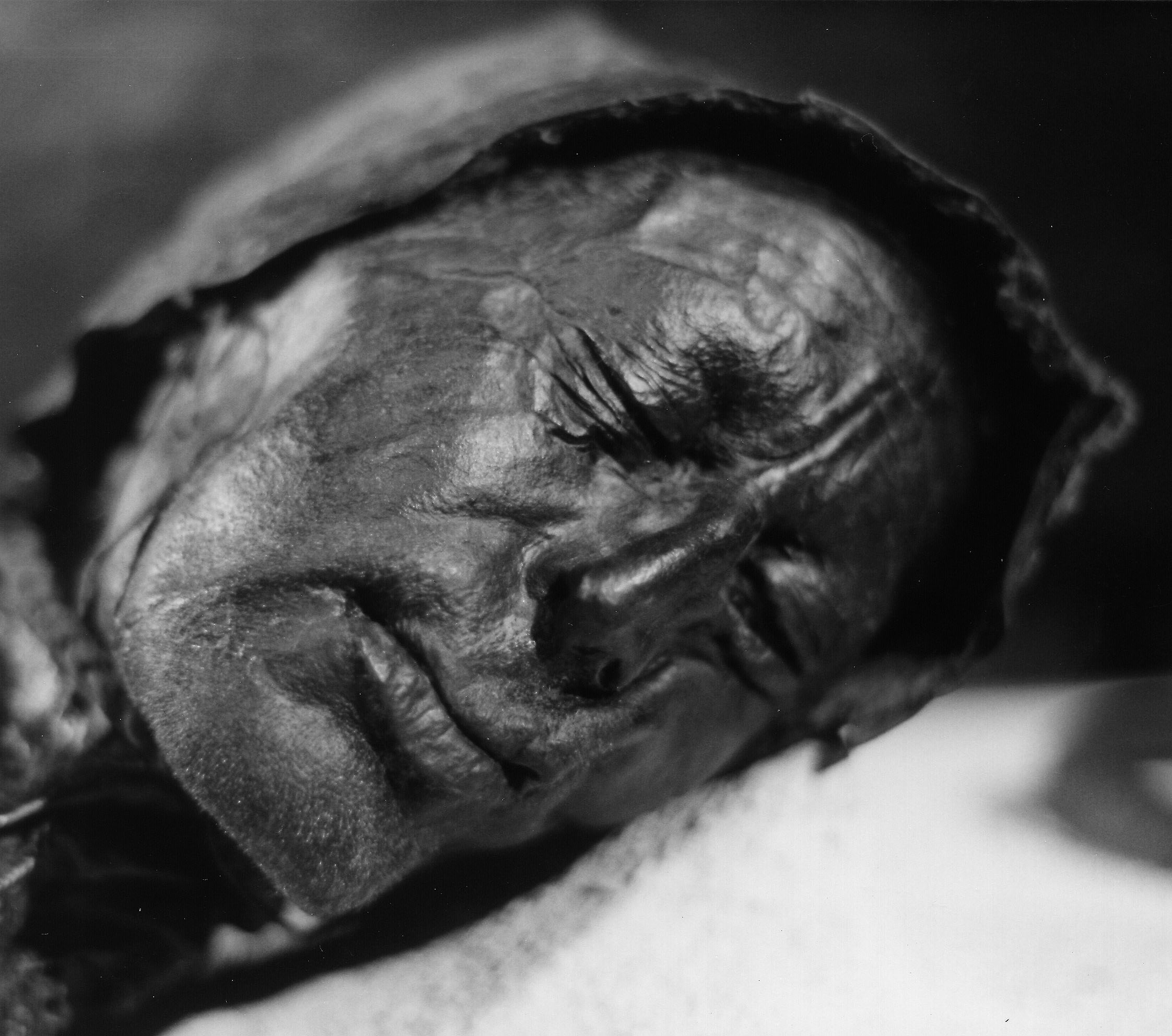
Tollund-Mann

- 1254: König Alfons X. von León erteilt der seit 1218 bestehenden staatlichen Schule in Salamanca in der ausgefertigten Gründungsurkunde den Rang einer Universität.
- 1919: Der Ingenieur Lucien Lévy erhält ein französisches Patent für den von ihm entwickelten Überlagerungsempfänger, der brauchbare Radioschaltungen ermöglicht.
- 1950: Dänische Torfstecher finden in der Nähe von Silkeborg den Tollund-Mann, eine der besterhaltenen europäischen Moorleichen.

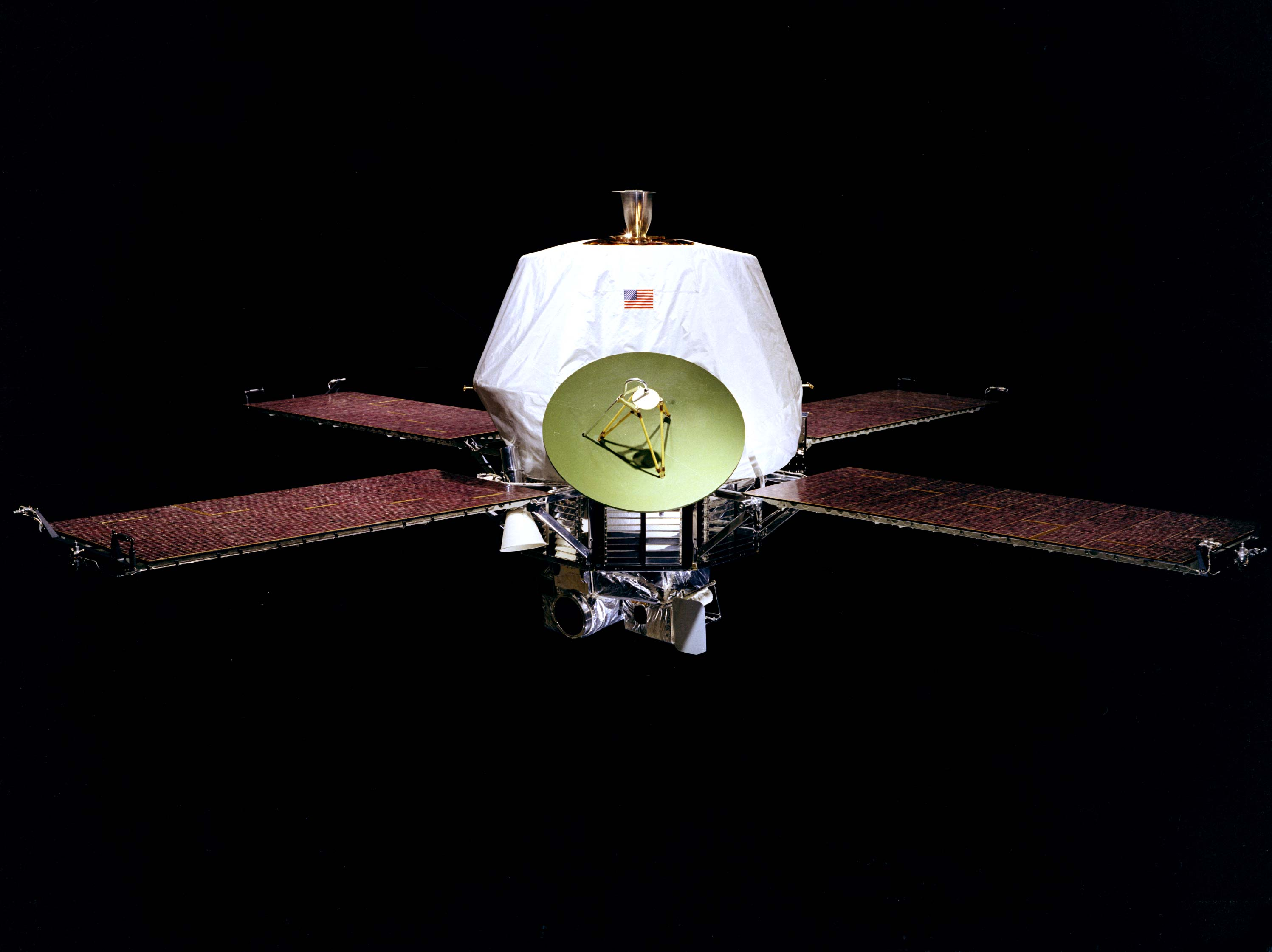
1971: Mariner 8

- 1971: Die NASA erleidet bei Mariner 8 den zweiten Fehlstart des ansonsten außerordentlich erfolgreichen Mariner-Programms.
- 2007: Israelische Archäologen teilen Journalisten das Entdecken des Grabes von Herodes im südlich von Jerusalem gelegenen Herodium mit.

### Kultur

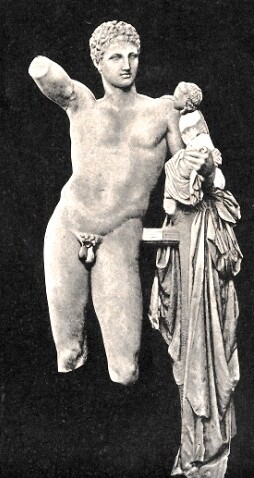
1877: Hermes von Olympia (unrestauriert)

- 1877: Bei deutschen Ausgrabungen in der Cella des Heratempels in Olympia wird der Hermes von Olympia ans Tageslicht gefördert. Es wird überwiegend angenommen, dass es sich dabei um eine Skulptur des antiken Bildhauers Praxiteles handelt, die um 340 v. Chr. entstanden ist.
- 1904: In Berlin öffnet das weltweit erste Zucker-Museum. Seit 1995 ist es integriert in das Deutsche Technikmuseum.
- 1946: Die Oper The Medium von Gian Carlo Menotti hat am Brander Matthews Theater der Columbia University in New York City ihre Uraufführung.
- 1954: Im Deutschen Fernsehen wird erstmals die religiöse Sendung Das Wort zum Sonntag ausgestrahlt.
- 1969: Bei den Filmfestspielen von Cannes hat das von Dennis Hopper inszenierte Roadmovie Easy Rider mit Peter Fonda und Dennis Hopper in den Hauptrollen Premiere. Der Spielfilm führt zu zwiespältigen Reaktionen bei Kritik und Publikum.
- 1970: Das letzte Beatles-Album Let It Be wird veröffentlicht.
- 1976: In Six Flags Magic Mountain eröffnet die Stahlachterbahn Great American Revolution des schwäbischen Vergnügungsanlagenbauers Schwarzkopf GmbH. Es ist die erste Achterbahn mit einem modernen Looping.

### Gesellschaft

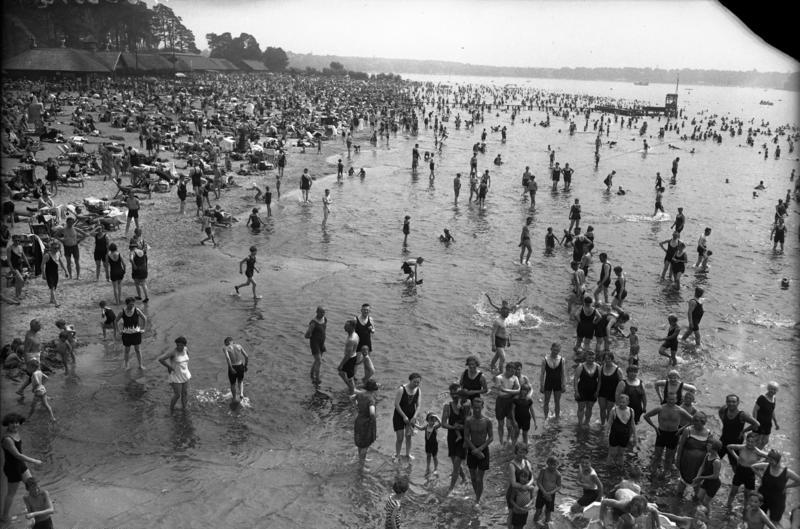
1907: Strandbad Wannsee

- 1907: Die Bauarbeiten zur Umgestaltung des Wannsee-Ufers in ein Strandbad beginnen. Der Große Wannsee entwickelt sich in den nächsten Jahren durch das Strandbad Wannsee zur „Badewanne der Berliner“.

- 1921: Während einer tumultartigen politischen Versammlung werden im steiermärkischen Sankt Lorenzen im Mürztal mehrere Politiker – unter ihnen Landeshauptmann Anton Rintelen – aus dem Saalfenster des Gasthauses geworfen.
- 1980: Die WHO erklärt die Pocken für weltweit ausgerottet und empfiehlt die Einstellung der entsprechenden Schutzimpfung.

### Religion

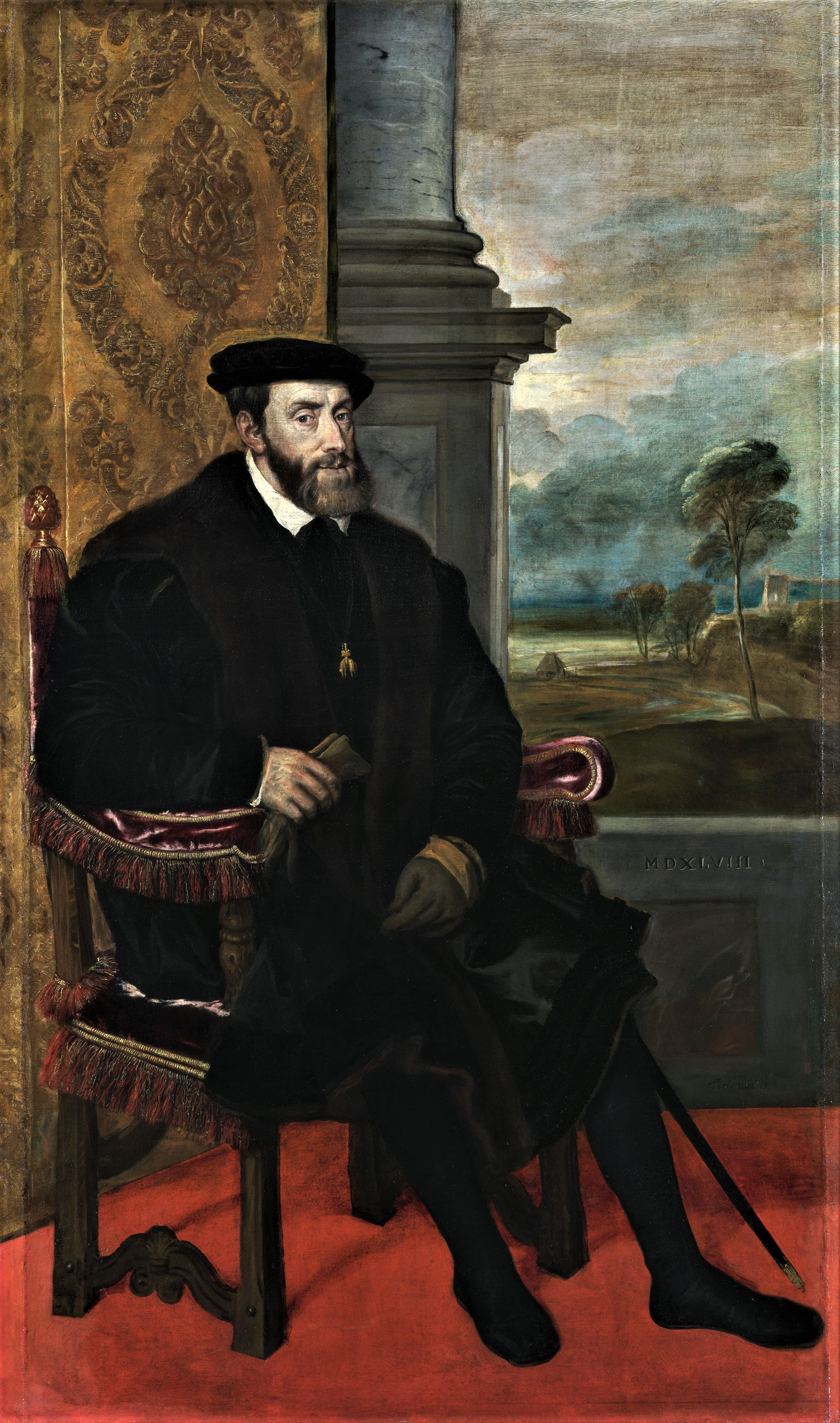
1521: Karl V.

- 1521: Kaiser Karl V. verhängt auf dem Reichstag zu Worms im Wormser Edikt die Reichsacht über Martin Luther, der sich am 17. und 18. April geweigert hat, seine Thesen zu widerrufen.
- 1721: Michelangelo dei Conti wird vom Konklave als Nachfolger des im März verstorbenen Clemens XI. zum Papst gewählt, nachdem der Favorit, Kardinalstaatssekretär Fabrizio Paolucci, durch das Veto Kaiser Karls VI. verhindert worden ist. Er nimmt den Namen Innozenz XIII. an.
- 1844: In der Enzyklika Inter praecipuas kritisiert Papst Gregor XVI. die entstandenen Bibelgesellschaften. Unautorisierte Bearbeiter und Übersetzer der Bibel seien Ketzer und verübten Frevel an der Heiligen Schrift.
- 2025: Das Konklave wählt als Nachfolger für den am 21. April verstorbenen Franziskus Leo XIV. zum 267. Papst.

### Katastrophen

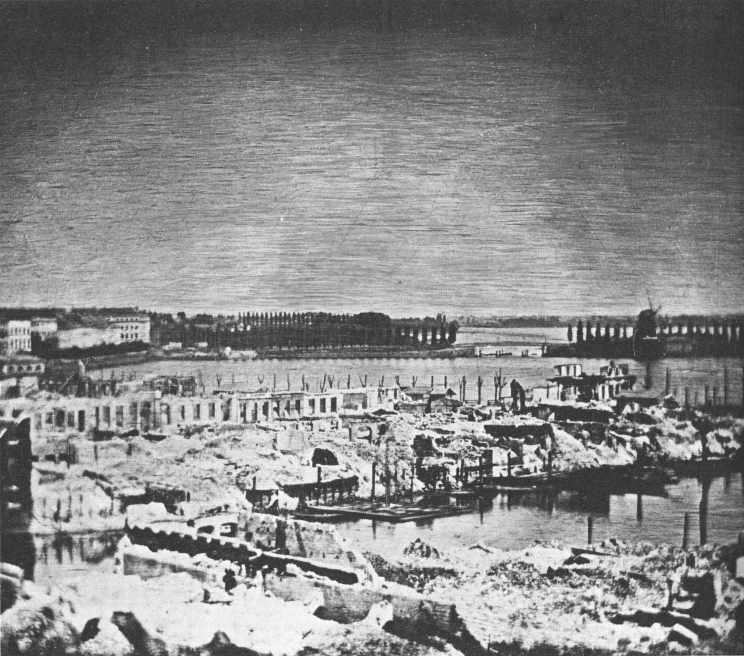
1842: Nach dem Hamburger Brand

- 1842: Der Hamburger Brand kann nach vier Tagen endlich unter Kontrolle gebracht werden. Beinahe ein Drittel der Hamburger Altstadt ist zerstört. 51 Menschen sind ums Leben gekommen, die Zahl der Obdachlosen wird auf 20.000 geschätzt.
- 1842: Bei Meudon ereignet sich in Frankreich der Eisenbahnunfall von Versailles. Mindestens 50 Menschen sterben nach einem Achsbruch der ersten Dampflokomotive eines mit etwa 770 Personen besetzten Zuges. Die zweite Lokomotive und drei Personenwagen schieben sich in das Wrack. Prominenteste Opfer werden der Polarforscher Jules Dumont d’Urville mit Frau und Sohn.

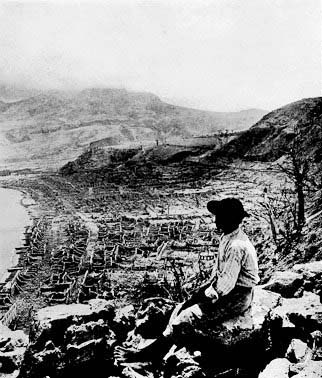
1902: St. Pierre nach dem Ausbruch

- 1902: Der Ausbruch des Vulkans Mont Pelé auf der Antillen-Insel Martinique fordert rund 30.000 Menschenleben. Unter anderem wird bei dem verlustreichsten Vulkanausbruch des 20. Jahrhunderts die Stadt Saint-Pierre völlig zerstört.

Kleinere Unglücksfälle sind in den Unterartikeln von Katastrophe und in der Liste von Katastrophen aufgeführt.

### Natur und Umwelt

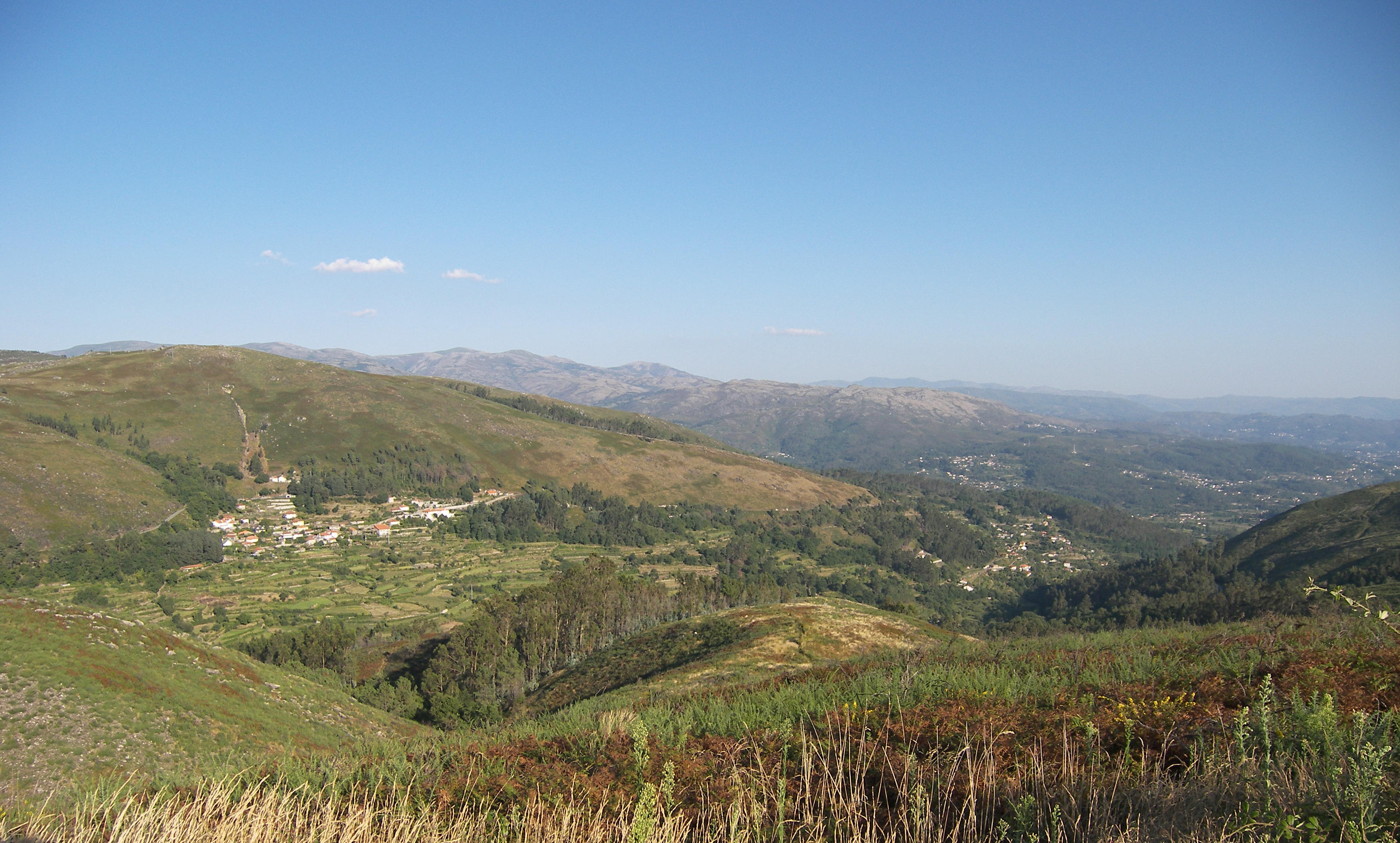
1971: Nationalpark Peneda-Gerês

- 1971: Im Nordwesten Portugals wird dessen einziger Nationalpark Gerês eingerichtet.

### Sport
- 1898: In Turin findet die erste italienische Fußballmeisterschaft an nur einem Tag statt, die der Genoa Cricket & Athletic Club mit 2:1 n. V. gegen Internazionale Torino für sich entscheidet.
- 1974: Der 1. FC Magdeburg gewinnt als erste und einzige Fußball-Mannschaft der DDR einen Titel im Europapokal: Vor 5000 Zuschauern im Stadion De Kuip in Rotterdam besiegt der FCM die AC Mailand mit 2:0 und gewinnt damit den Europapokal der Pokalsieger.

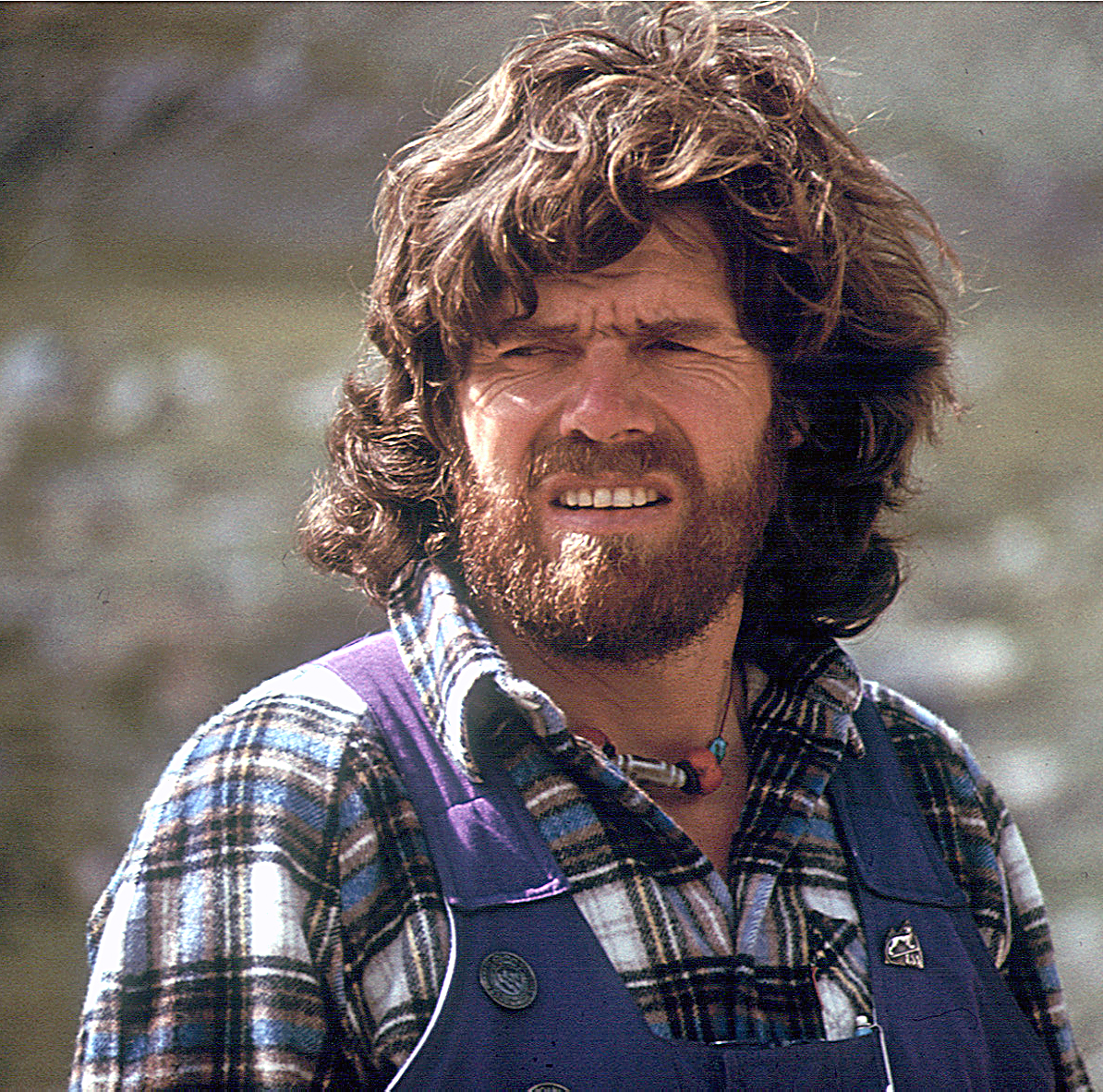
1978: Reinhold Messner

- 1978: Reinhold Messner und Peter Habeler besteigen den Gipfel des Mount Everest erstmals ohne zusätzlichen Sauerstoff.

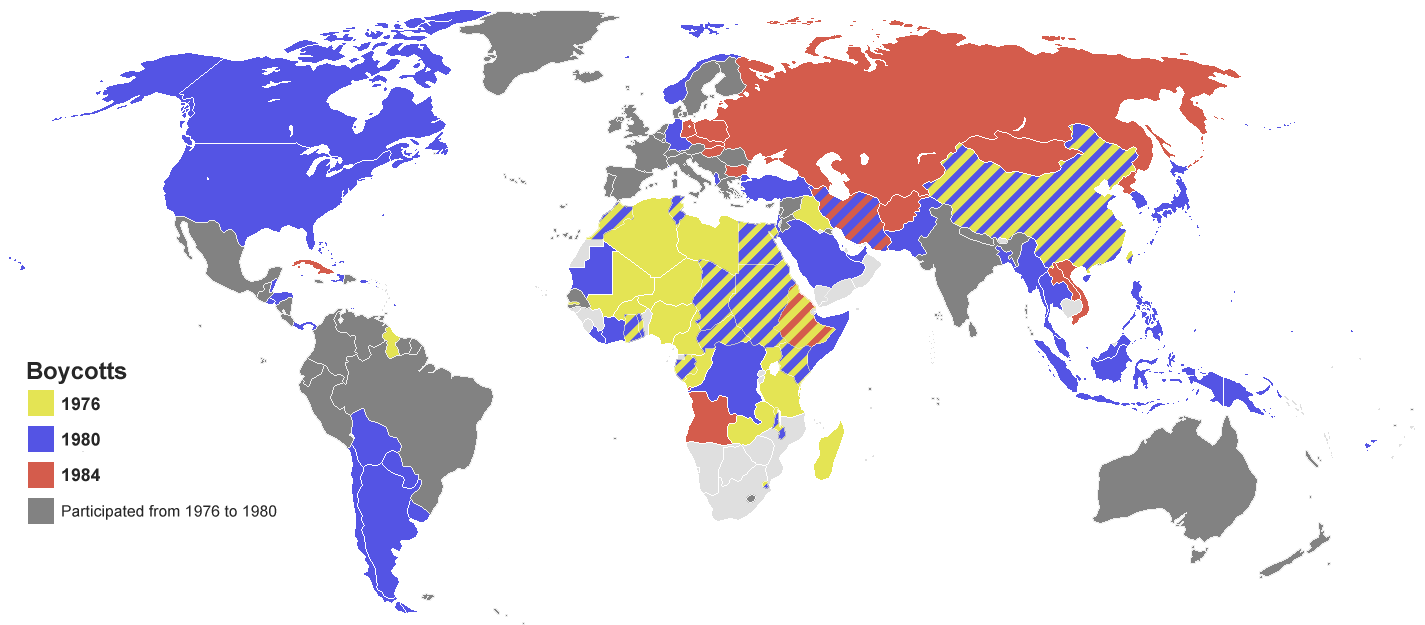
Karte zu den Olympiaboykotten 1976, 1980 und 1984

- 1984: Die Sowjetunion gibt den Boykott der Olympischen Sommerspiele 1984 in Los Angeles bekannt. Alle Ostblockstaaten außer Rumänien folgen diesem Boykott, der eine Retourkutsche für den Boykott der Olympischen Sommerspiele 1980 in Moskau durch die USA und andere westliche Staaten darstellt.
- 1993: Lennox Lewis gewinnt seinen Boxkampf und Weltmeistertitel im Schwergewicht gegen Tony Tucker in Las Vegas durch Sieg nach Punkten.
- 2004: Werder Bremen ist nach dem 3:1 gegen den FC Bayern München im Münchener Olympiastadion vorzeitig Deutscher Meister. Drei Wochen später gewinnt Werder auch den DFB-Pokal gegen Alemannia Aachen.

Einträge von Leichtathletik-Weltrekorden befinden sich unter der jeweiligen Disziplin unter Leichtathletik.

## Geboren

### Vor dem 18. Jahrhundert
- 1326: Johanna I., Gräfin von Auvergne und Boulogne, Königin von Frankreich
- 1427: John Tiptoft, 1. Earl of Worcester, englischer Staatsmann
- 1453: Georg Fugger, deutscher Kaufmann
- 1460: Friedrich II., Markgraf von Brandenburg-Ansbach und Brandenburg-Kulmbach
- 1467: Adalbert von Sachsen, Administrator von Mainz
- 1492: Andrea Alciato, italienischer Jurist und Humanist

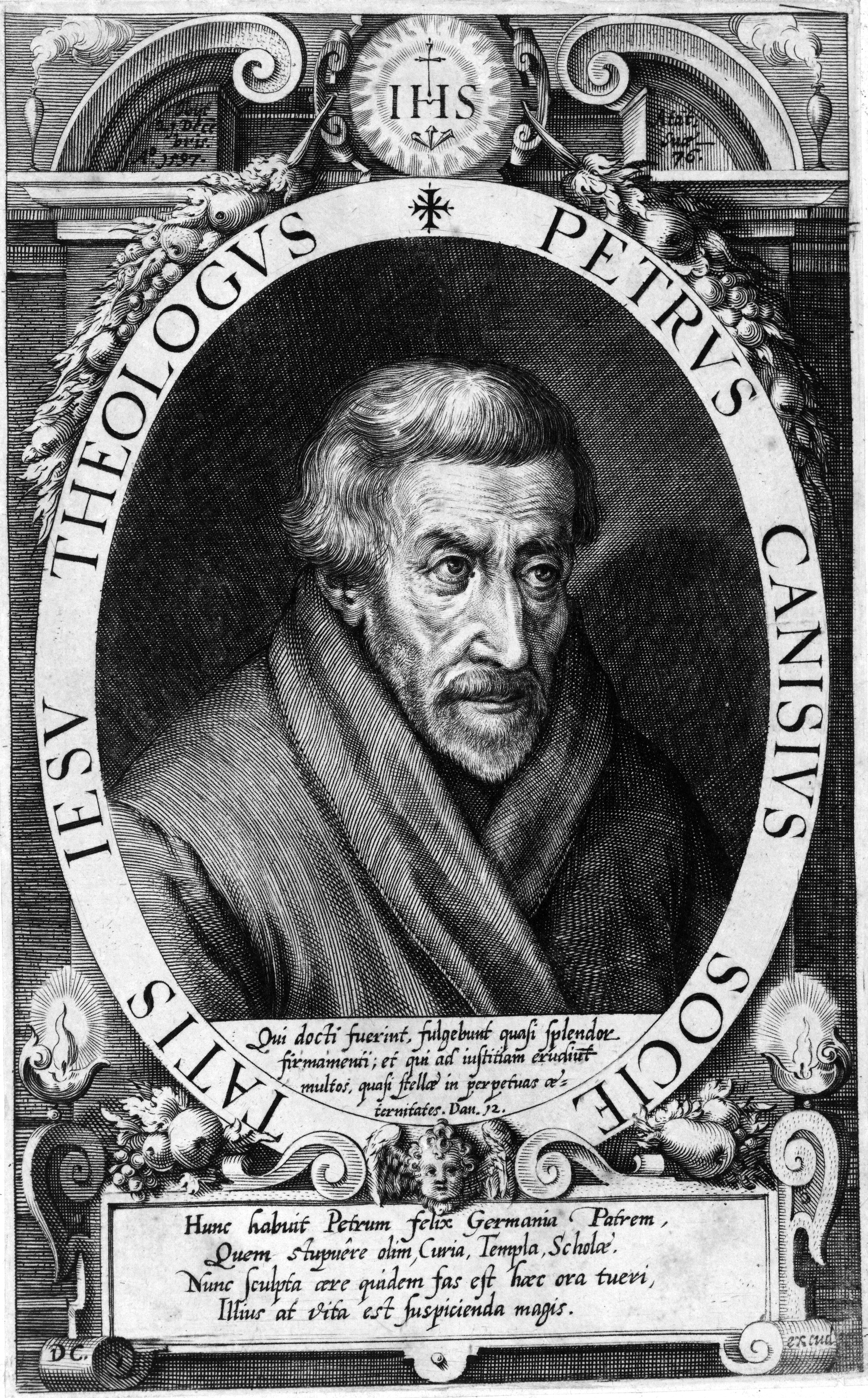
Petrus Canisius (* 1521)

- 1521: Petrus Canisius, deutscher Jesuit und Gegenreformator
- 1550: Johann I., Pfalzgraf und Herzog von Pfalz-Zweibrücken
- 1580: Johann Zechendorf, deutscher Philologe und Pädagoge
- 1587: Viktor Amadeus I., Herzog von Savoyen
- 1592: Francis Quarles, englischer Dichter
- 1604: Andrea Vaccaro, italienischer Maler des Barock (Taufdatum)
- 1629: Niels Juel, dänischer Admiral
- 1632: Heino Heinrich von Flemming, sächsischer Heerführer und Generalfeldmarschall
- 1633: Karl Eugen von Arenberg, Herzog von Arenberg und Herzog von Aarschot
- 1636: Caspar Löscher, deutscher lutherischer Theologe
- 1639: Giovanni Battista Gaulli, italienischer Maler
- 1653: Ferdinand Maximilian, Graf von Rietberg
- 1653: Claude-Louis-Hector de Villars, französischer Heerführer, Marschall
- 1654: Johann von Besser, deutscher Dichter
- 1657: Martino Altomonte, italienischer Maler österreichischen Ursprungs des Barock
- 1668: Alain-René Lesage, französischer Schriftsteller
- 1687: Jean Henri Desmercières, dänischer Bankier
- 1688: François Robichon de la Guérinière, französischer Reitlehrer, Erfinder der modernen Reitkunst
- 1699: Albrecht Wolfgang Graf zu Schaumburg-Lippe, Graf von Schaumburg-Lippe

### 18. Jahrhundert
- 1703: Johann Gottlob Harrer, deutscher Komponist und Thomaskantor
- 1710: Peter Anton von Verschaffelt, flämischer Bildhauer und Architekt
- 1710: Joseph Gregor Winck, deutscher Maler und Stuckateur
- 1716: James Wright, britischer Jurist und Kolonialpolitiker, Gouverneur der Province of Georgia
- 1720: William Cavendish, 4. Duke of Devonshire, britischer Staatsmann, Premierminister
- 1732: Carl Friedrich Ballhorn der Ältere, preußischer evangelischer Geistlicher, Jurist und Beamter
- 1733: Franz Ignaz Michael Neumann, deutscher Ingenieur, Architekt und Baumeister
- 1736: Ferdinand Denis, deutscher Kartograph und Ingenieuroffizier

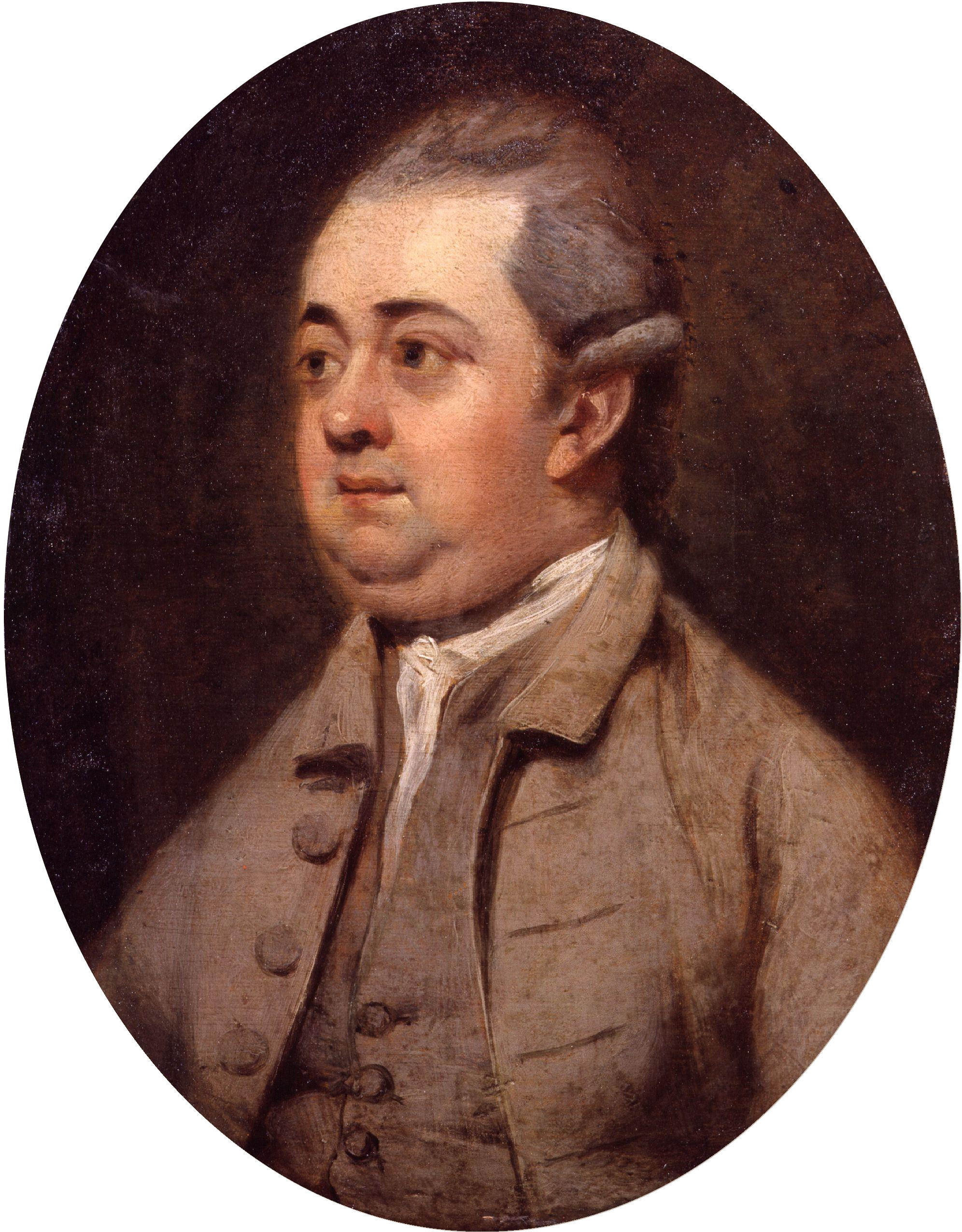
Edward Gibbon (* 1737)

- 1737: Edward Gibbon, britischer Historiker
- 1739: Stanisław Trembecki, polnischer Dichter
- 1742: Johann Baptist Krumpholz, tschechischer Komponist und Harfenist
- 1744: Nikolai Iwanowitsch Nowikow, russischer Journalist und Herausgeber
- 1748: Johanna Katharina Morgenstern, deutsche Schriftstellerin
- 1753: Miguel Hidalgo, mexikanischer Priester und Revolutionär
- 1758: Johann Christoph Georg Adler, deutscher Jurist
- 1770: Johann Bartholomäus Trommsdorff, deutscher Apotheker und Pharmazeut
- 1774: Leonhard Johann Bertholdt, deutscher Theologe und Hochschullehrer
- 1778: Johann Gänsbacher, österreichischer Komponist und Dirigent
- 1781: Pedro de Sousa Holstein, portugiesischer Offizier und Politiker, Minister, Regierungschef
- 1786: Jean-Marie Vianney, französischer Priester („Pfarrer von Ars“)
- 1800: Armand Carrel, französischer Publizist

### 19. Jahrhundert

#### 1801–1850
- 1802: Gustav Heine, deutscher Architekt
- 1802: Heinrich Friedrich Wilhelm Perizonius, deutscher Theologe
- 1806: António José de Ávila, Politiker aus der Zeit der Monarchie in Portugal
- 1806: Johann Friedrich Kittl, tschechischer Komponist
- 1810: Mathias Auinger, österreichischer Paläontologe
- 1817: Lorenz Hutschenreuther, deutscher Porzellanunternehmer
- 1818: Samuel Leonard Tilley, kanadischer Politiker
- 1819: Christian Heinrich Tramm, deutscher Architekt
- 1820: Theodor Mattern, Berliner Kaufmann und Färbereibesitzer
- 1821: Jean-Louis Hamon, französischer Maler
- 1824: William Walker, US-amerikanischer Arzt, Anwalt, Journalist, Abenteurer und Söldner
- 1828: John Henry Cornell, US-amerikanischer Organist, Komponist und Lehrbuchautor

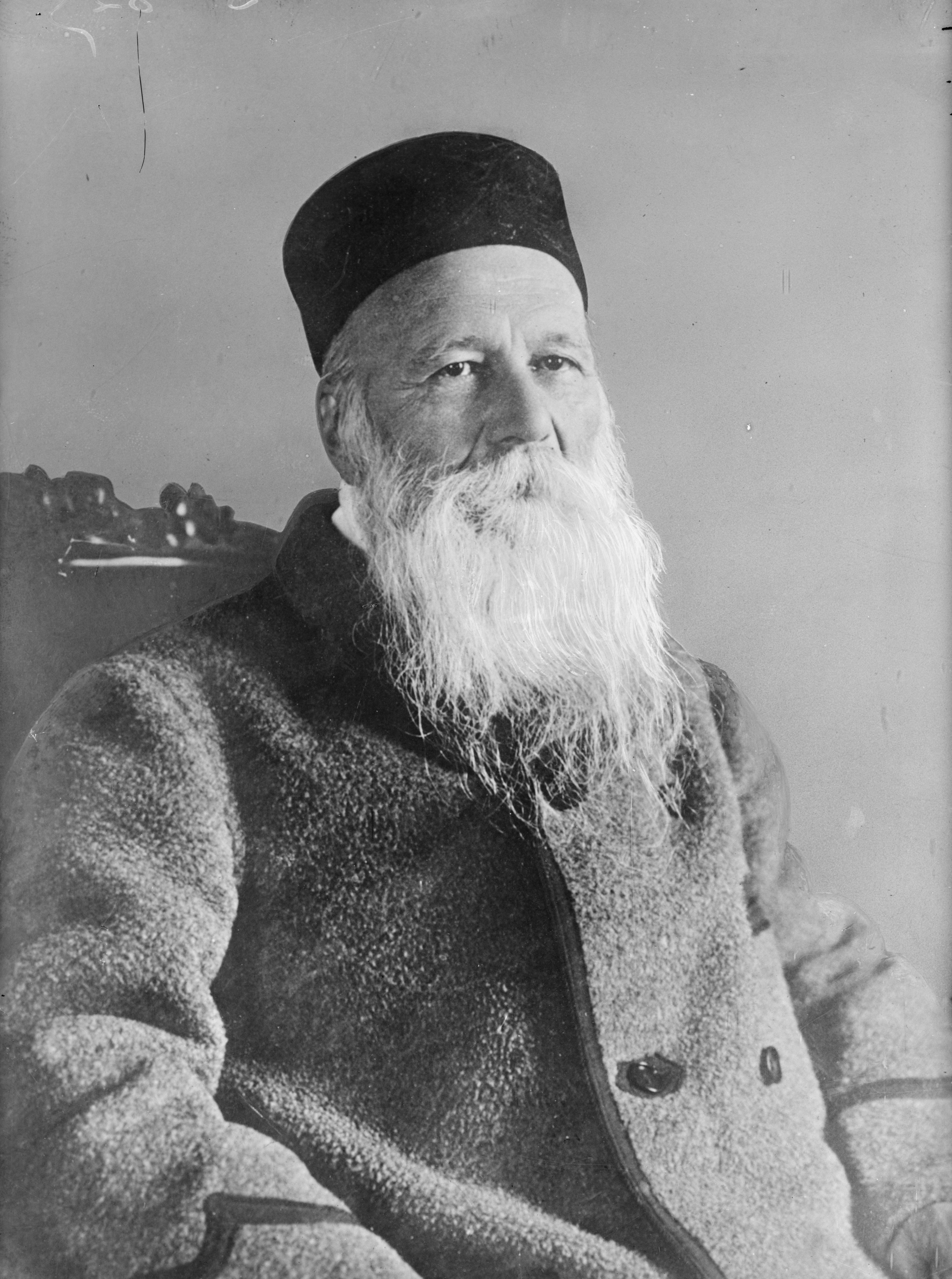
Henry Dunant (* 1828)

- 1828: Henry Dunant, Schweizer Geschäftsmann, Humanist und Mitbegründer des Roten Kreuzes, Friedensnobelpreisträger
- 1829: Louis Moreau Gottschalk, US-amerikanischer Pianist und Komponist
- 1835: Augusta Jane Evans Wilson, US-amerikanische Schriftstellerin
- 1835: Ottmar Schmidt, deutscher Apotheker und Professor
- 1835: Bertalan Székely, ungarischer Maler
- 1836: Sophus Schandorph, dänischer Schriftsteller
- 1837: Albrecht von Preußen, preußischer Generalfeldmarschall, Regent des Herzogtums Braunschweig
- 1837: Hugo Hanke, Berliner Bauunternehmer und Mitglied der Stadtverordnetenversammlung
- 1837: Alphonse Legros, französischer Maler
- 1840: Oskar von Arnstedt, deutscher Verwaltungsjurist
- 1842: Emil Christian Hansen, dänischer Botaniker
- 1843: Rudolf Mosse, deutscher Geschäftsmann und Verleger
- 1844: Hermann Graedener, deutscher Komponist
- 1844: William Alexander Hunter, schottischer Politiker und Rechtswissenschaftler
- 1845ː Marie Smidt, deutsche Bürgersfrau
- 1849: Ewald Haase, deutscher Feuerwehrmann, Politiker und Radsportfunktionär

#### 1851–1900
- 1852: Filippo Giustini, italienischer römisch-katholischer Theologe, päpstlicher Geheimkämmerer und Kardinal
- 1857: Heinrich Berté, österreich-ungarischer Komponist
- 1859: Johan Ludwig Jensen, dänischer Mathematiker

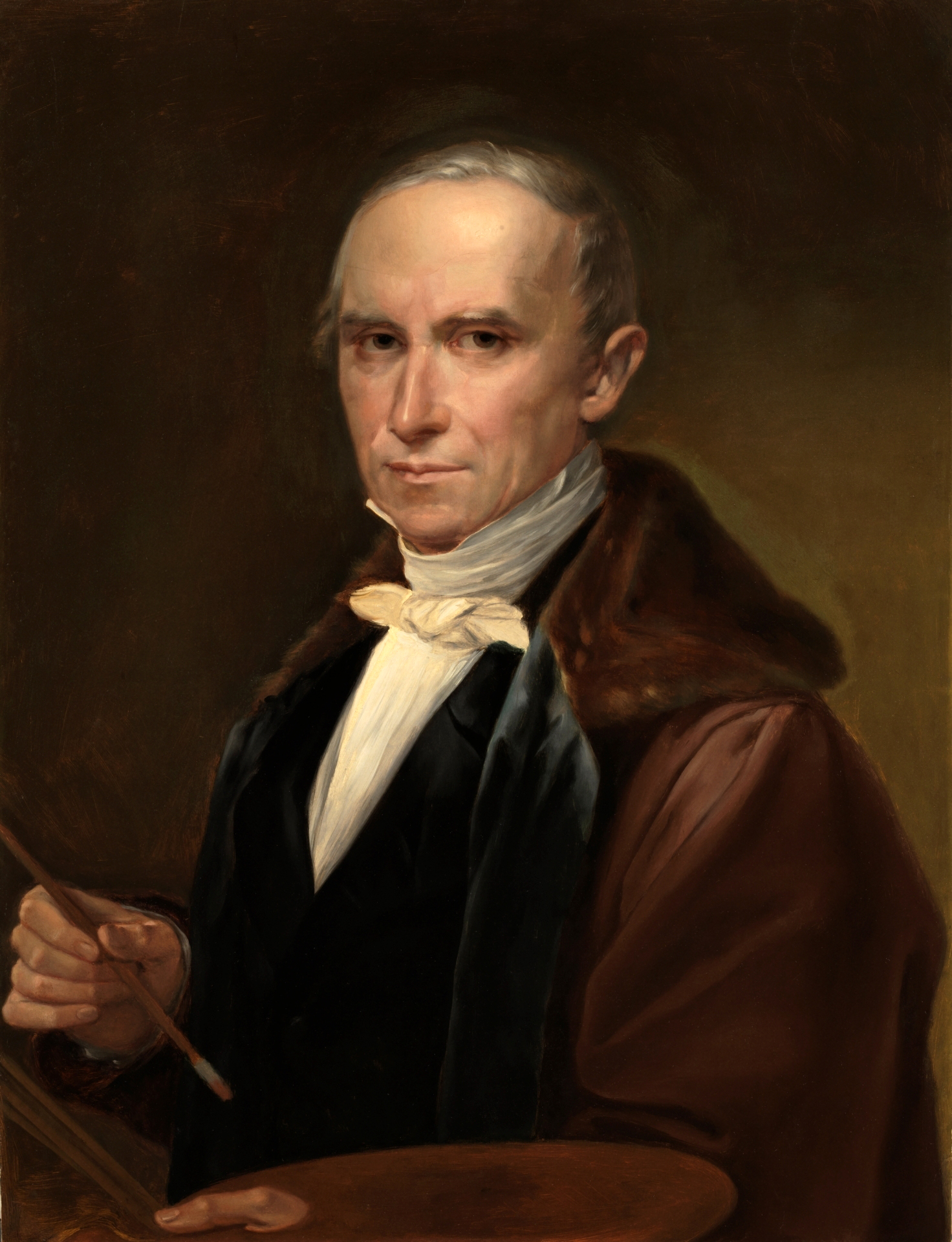
José de Madrazo y Agudo (* 1859)

- 1859: José de Madrazo y Agudo, spanischer Maler
- 1860: Gregorio Aglipay, philippinischer Theologe, Bischof
- 1863: Friedrich Kaskeline, tschechisch-österreichischer Grafiker
- 1866: John Foster Bass, US-amerikanischer Kriegsberichtserstatter
- 1867: Albert von Thurn und Taxis, achter und letzter Fürst von Thurn und Taxis
- 1871: Louis Madelin, französischer Schriftsteller und Historiker
- 1873: Joseph Delmont, österreichischer Artist, Regisseur und Schriftsteller
- 1874: Inessa Armand, französische Revolutionärin
- 1874: Ernest Marland, US-amerikanischer Politiker, Gouverneur von Oklahoma
- 1874: Cornelis van Vollenhoven, niederländischer Rechtswissenschaftler
- 1874ː Viktoria von Dirksen, deutsche politische Lobbyistin, „mütterliche Freundin“ und Förderin Adolf Hitlers
- 1875: Emilie Winkelmann, deutsche Architektin
- 1877: Maurice Boutmy, französischer Autorennfahrer
- 1877: Adolf Meschendörfer, siebenbürgendeutscher Schriftsteller
- 1883: Wilhelm Pschorr, deutscher Tierarzt und Ministerialbeamter

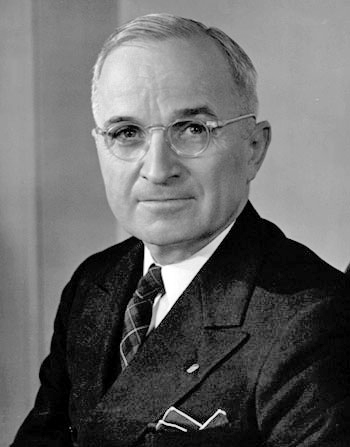
Harry S. Truman (* 1884)

- 1884: Harry S. Truman, US-amerikanischer Politiker, Senator, Vizepräsident, 33. Präsident der USA
- 1886: Eli Kochański, polnischer Cellist und Musikpädagoge
- 1887: Richard Ambronn, deutscher Geophysiker
- 1887: Otto Maull, deutscher Geograph und Geopolitiker
- 1889: Louis Van Hege, belgischer Fußballspieler und Bobfahrer
- 1890: Theodor Asholt, deutscher Politiker
- 1890: Arthur Winkler-Hermaden, österreichischer Geologe
- 1890: John Meehan, US-amerikanischer Drehbuchautor
- 1891: Claire Anderson, US-amerikanische Schauspielerin
- 1892: Otto Basler, deutscher Philologe und Germanist
- 1892: Arnold Hauser, ungarisch-deutscher Kunsthistoriker und Kunstsoziologe

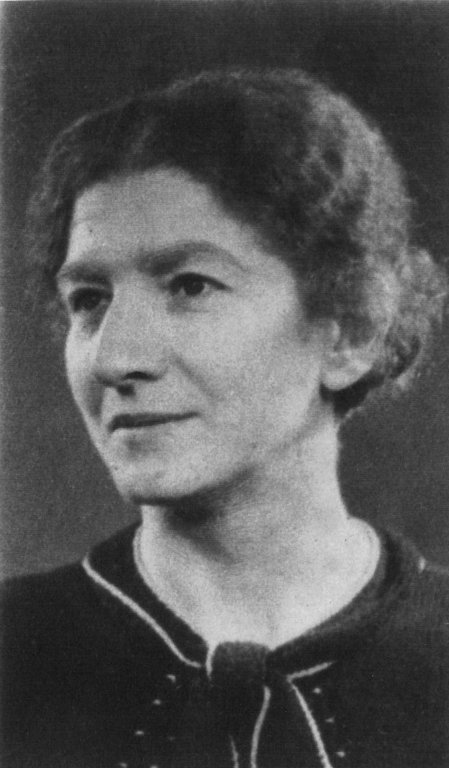
Margarethe Oppenheimer (* 1892)

- 1892: Margarethe Oppenheimer, deutsche Waisenhausleiterin und Opfer der Shoah
- 1892: Stanisław Sosabowski, polnischer General
- 1893: Josef Müller, deutscher Fußballspieler
- 1895: Georg Muche, deutscher Maler und Grafiker
- 1895: James Howard Kindelberger, US-amerikanischer Manager in der Flugzeugindustrie
- 1895: Willy Zick, deutscher Jagdflieger, Motorradrennfahrer und Unternehmer
- 1896: Hertha Feiner-Aßmus, deutsche Lehrerin, deportiert vom NS-Regime
- 1896: Johannes Diemer, deutscher Hotelier, Chorleiter und Schauspieler
- 1896: Paweł Lewiecki, polnischer Pianist und Musikpädagoge
- 1898: František Čech, tschechischer Puppenspieler und Puppenspielautor
- 1898: Alojzije Stepinac, jugoslawisch-kroatischer römisch-katholischer Geistlicher, Erzbischof von Zagreb, Kardinal
- 1899: Friedrich August von Hayek, österreichischer Ökonom, Nobelpreisträger

### 20. Jahrhundert

#### 1901–1925
- 1901: Mihály Székely, ungarischer Opernsänger (Bass)

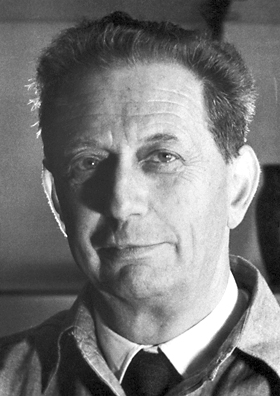
André Lwoff (* 1902)

- 1902: André Lwoff, französischer Mikrobiologe und Virologe, Nobelpreisträger
- 1902: Ethelbert Stauffer, protestantischer Theologe
- 1903: Manuel Anatol, spanischer Fußballspieler
- 1903: Fernandel, französischer Schauspieler und Sänger
- 1903: Alfons Lhotsky, österreichischer Historiker
- 1905: Leone Minassian, italienischer Maler armenischer Abstammung
- 1905: Red Nichols, US-amerikanischer Jazzmusiker
- 1906: Adolf Mauk, deutscher Politiker
- 1906: Roberto Rossellini, italienischer Filmregisseur
- 1907: Wolf von Baudissin, deutscher Generalleutnant und Friedensforscher
- 1908: Helmut Aris, deutscher Politiker
- 1909: Lennart Bernadotte, schwedischer Adeliger
- 1909: Tommy Duchesne, kanadischer Akkordeonist
- 1909: Paul May, deutscher Regisseur und Produzent
- 1909: Otto Zierer, deutscher Schriftsteller
- 1910: Carl Seemann, deutscher Pianist

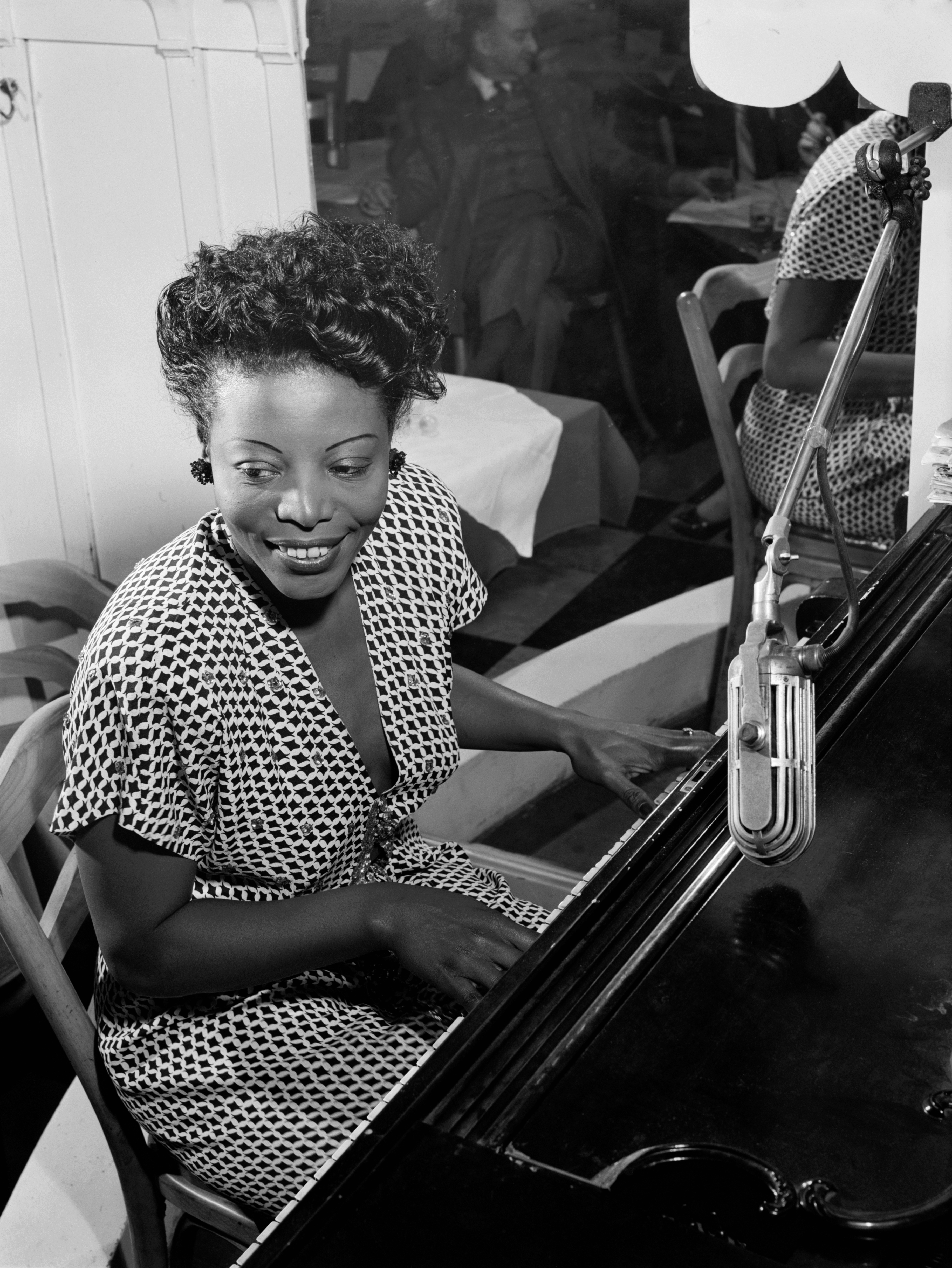
Mary Lou Williams (* 1910)

- 1910: Mary Lou Williams, US-amerikanische Jazzpianistin
- 1911: Robert Johnson, US-amerikanischer Bluesmusiker
- 1912: Guillermo Abadía Morales, kolumbianischer Folklorist
- 1912: Gertrud Fussenegger, österreichische Schriftstellerin
- 1912: Gertrud Wysse Hägg, schwedisch-amerikanische Grafikdesignerin, Porzellanmalerin und Illustratorin
- 1913: Sidney James, südafrikanischer Schauspieler
- 1914: Romain Gary, französischer Schriftsteller
- 1914: František Smetana, tschechischer Cellist und Musikpädagoge
- 1914: Morris Surdin, kanadischer Komponist und Dirigent
- 1915: Arvid Fladmoe, norwegischer Geiger, Dirigent und Musikpädagoge
- 1916: Chinmayananda, Lehrer des modernen Hinduismus, Begründer der Chinmaya-Mission
- 1916: João Havelange, brasilianischer Fußballfunktionär
- 1917: John Anderson, US-amerikanischer Politiker
- 1919: Stanislav Andreski, polnischer Soziologe

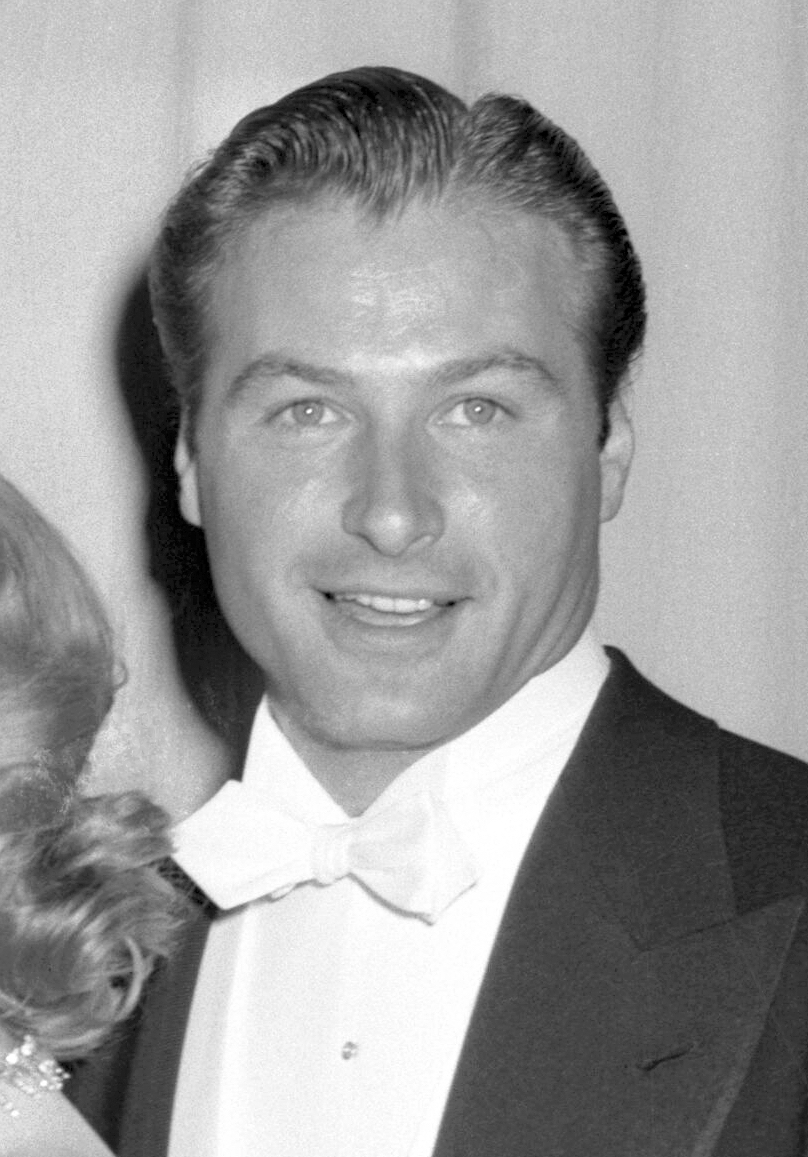
Lex Barker (* 1919)

- 1919: Lex Barker, US-amerikanischer Filmschauspieler und Bodybuilder
- 1919: Leon Festinger, US-amerikanischer Sozialpsychologe
- 1919: Soltan Hacıbəyov, aserbaidschanischer Komponist
- 1920: Saul Bass, US-amerikanischer Filmemacher, Illustrator und Typograf
- 1921: Marie-Madeleine Duruflé, französische Organistin
- 1922: Robert Buchet, französischer Autorennfahrer
- 1922: Max Mangold, deutscher Phonetiker
- 1922: Oswald Paulig, deutscher Konsumgenossenschafter und Politiker
- 1922: Stephen Kim Sou-hwan, südkoreanischer Kardinal
- 1923: Cheikha Rimitti, algerische Raï-Sängerin
- 1923: Ralph Spinella, US-amerikanischer Fechter
- 1924: Ute Brinckmann-Schmolling, deutsche Grafikerin und Malerin
- 1925: Dino Attanasio, italienischer Comiczeichner
- 1925: André-Paul Duchâteau, belgischer Comic-Autor
- 1925: Ali Hassan Mwinyi, Präsident von Tansania
- 1925: Hanne Wieder, deutsche Kabarettistin, Diseuse und Schauspielerin

#### 1926–1950

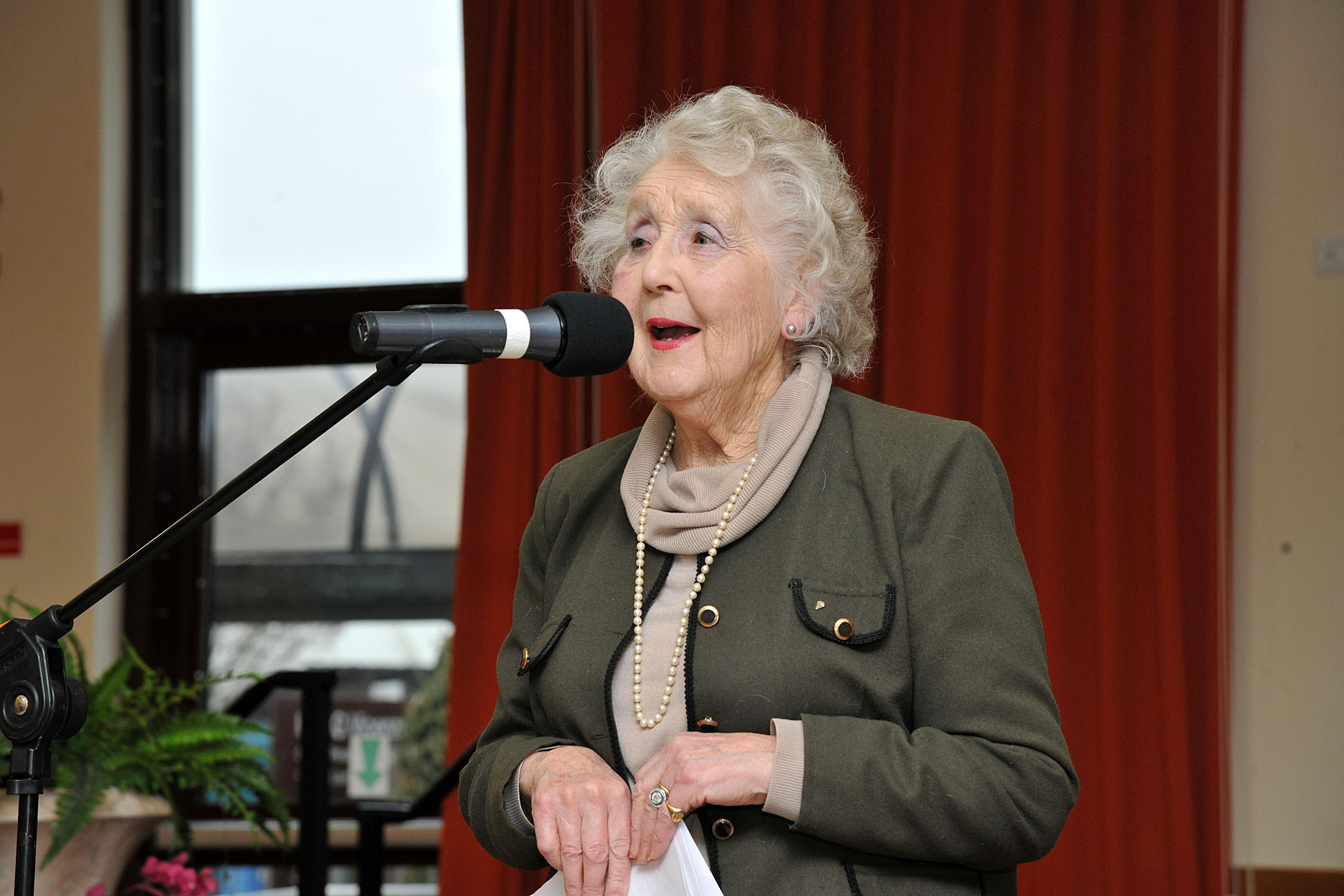
Noreen Riols (* 1926)

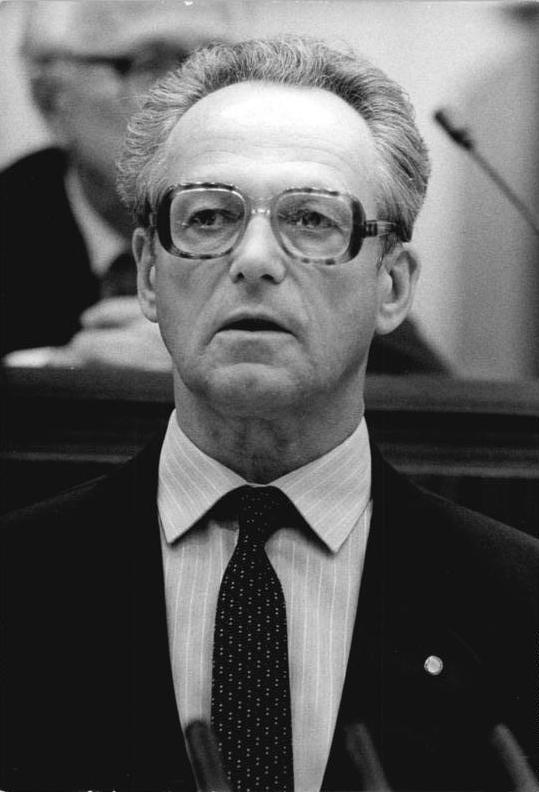
Manfred Gerlach (* 1928)

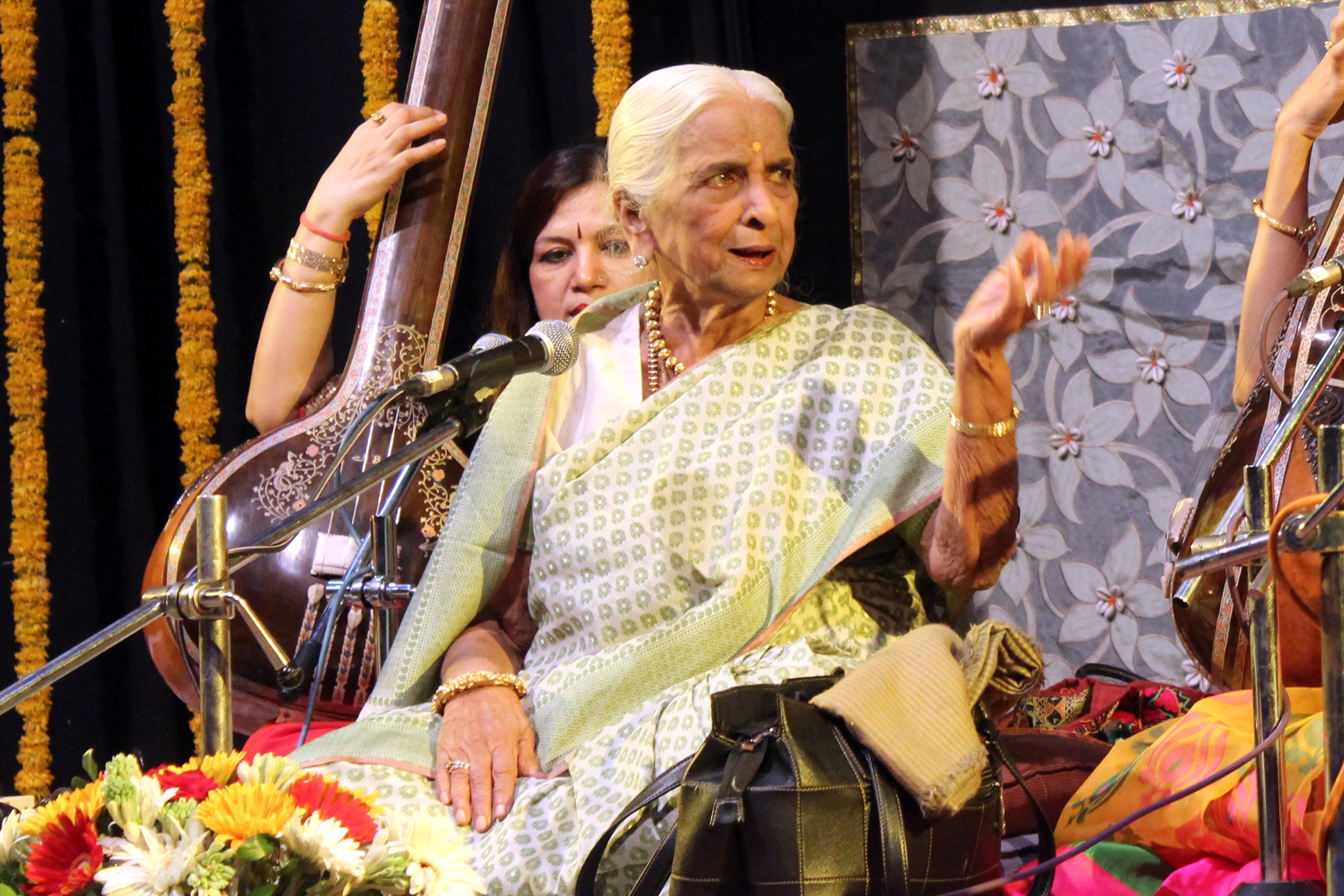
Girija Devi (* 1929)

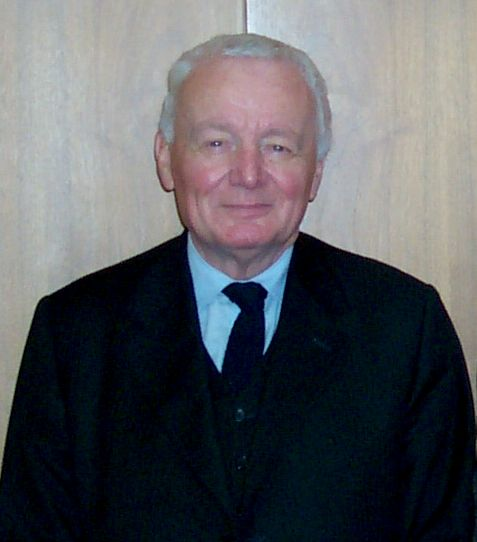
Arnulf Baring (* 1932)

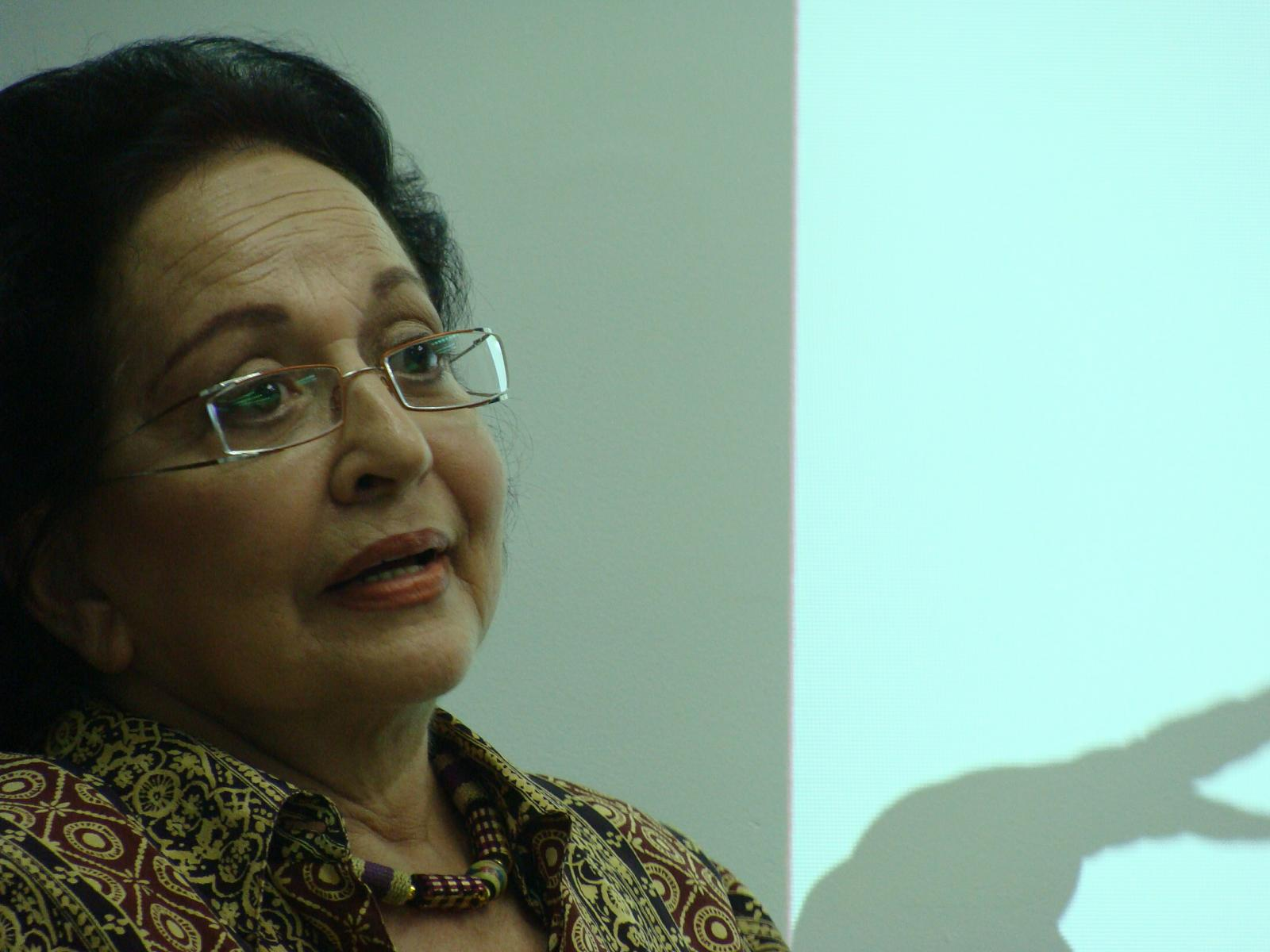
Lolita Aniyar de Castro (* 1937)

- 1926: David Attenborough, britischer Dokumentarfilmer und Naturforscher
- 1926ː Noreen Riols, britische Spionin und Schriftstellerin
- 1926: Leopold Schädler, liechtensteinischer Skirennläufer
- 1926: Morgan Sterne, US-amerikanischer Schauspieler
- 1926: Víctor Yturbe, mexikanischer Sänger
- 1927: Otto Meitinger, deutscher Architekt, Hochschulpräsident und Denkmalpfleger
- 1927: László Paskai, emeritierter Erzbischof von Esztergom-Budapest
- 1928: Manfred Gerlach, deutscher Politiker, Staatsratsvorsitzender der DDR
- 1928: Shibusawa Tatsuhiko, japanischer Schriftsteller
- 1928: William Sydeman, US-amerikanischer Komponist und Musikpädagoge
- 1928: Johanna Weise, deutsch-schweizerische Kostümbildnerin
- 1929: Girija Devi, indische Sängerin, Musikpädagogin und Komponistin
- 1929: Gillian Dobb, US-amerikanische Schauspielerin
- 1929: Fernand Hoffmann, Luxemburger Pädagoge, Schriftsteller und Sprachwissenschaftler
- 1929: Jane Roberts, US-amerikanische Autorin, Dichterin und Medium
- 1929: Günther Wyschofsky, deutscher Wirtschaftsfunktionär, Minister für chemische Industrie der DDR
- 1930: Doug Atkins, US-amerikanischer American-Football-Spieler
- 1930: Hartmut Olejnik, deutscher Gartenarchitekt, Direktor des Tierparks Stralsund
- 1930: Ildikó Kővári, ungarische Skirennläuferin
- 1930: Vytautas Laurušas, litauischer Komponist
- 1930: Helmut Palmer, deutscher Bürgerrechtler und Pomologe
- 1930ː Marija Timofejewna Schubina, sowjetische Kanutin
- 1931: Walter Rudolf, deutscher Jurist
- 1931: Charles Wilson, kanadischer Komponist, Chorleiter und Musikpädagoge
- 1932: Arnulf Baring, deutscher Politikwissenschaftler und Zeithistoriker
- 1933: Meertinus Meijering, deutsch-niederländischer Biologe und Pädagoge
- 1934: Walther Hadding, deutscher Zivilrechtswissenschaftler
- 1934: Jan Paul Nagel, sorbischer Komponist und Domowina-Vorsitzender
- 1935: Jack Charlton, englischer Fußballspieler und -trainer
- 1936: Henning Frederichs, deutscher Komponist und Dirigent
- 1936: Kazuo Koike, japanischer Mangaka
- 1937: Robert Adams, US-amerikanischer Fotograf
- 1937: Lolita Aniyar de Castro, venezolanische Rechtsanwältin, Professorin und Politikerin
- 1937: Thomas Pynchon, US-amerikanischer Schriftsteller
- 1937: René del Risco Bermúdez, dominikanischer Schriftsteller
- 1938: Klaus Allissat, deutscher Säbelfechter

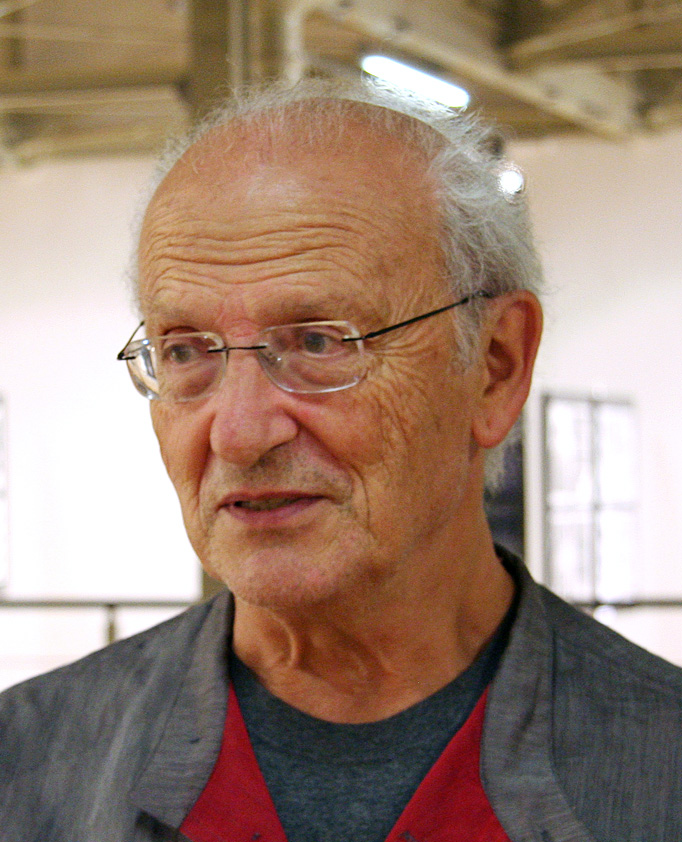
Jean Giraud (* 1938)

- 1938: Jean Giraud, frankobelgischer Comic-Zeichner
- 1939: Paul Drayton, US-amerikanischer Sprinter, Olympiasieger
- 1939: Hans Eugen Frischknecht, Schweizer Komponist
- 1940: Peter Benchley, US-amerikanischer Autor
- 1940: Emilio Delgado, US-amerikanischer Schauspieler und Musiker mexikanischer Abstammung
- 1940ː Helma, deutsche Malerin
- 1940: Konrad Köstlin, deutscher Volkskundler
- 1940: Ricky Nelson, US-amerikanischer Schauspieler und Sänger
- 1941: Norbert Kerkel, deutscher Kommunalpolitiker
- 1941: Friedrich Seifert, deutscher Mineraloge und Geophysiker
- 1941: Joachim von Vietinghoff, deutscher Filmproduzent
- 1942: Norman Lamont, britischer Politiker
- 1943: Pat Barker, englische Schriftstellerin und Historikerin
- 1943: Jon Mark, britischer Musiker
- 1943: Tomas von Brömssen, schwedischer Schauspieler
- 1944: Erik Bettermann, deutscher Rundfunkintendant
- 1944: Wilfried Dziallas, deutscher Schauspieler

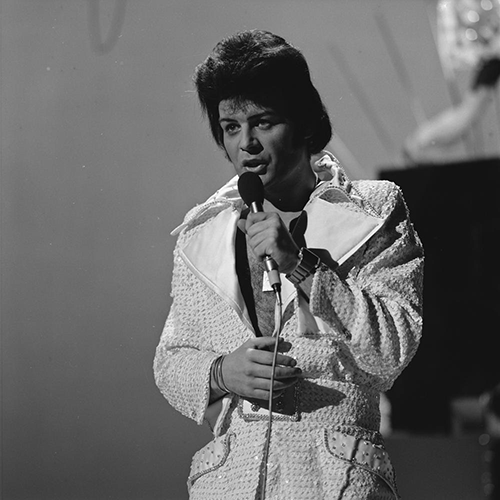
Gary Glitter (* 1944)

- 1944: Gary Glitter, britischer Musiker
- 1945: Keith Jarrett, US-amerikanischer Jazzpianist
- 1947: Aram I., libanesischer Geistlicher der Armenischen Apostolischen Kirche, „Katholikos des Großen Hauses von Kilikien“
- 1947: Bernd Heller, deutscher Fernsehmoderator
- 1947: H. Robert Horvitz, US-amerikanischer Biologe, Nobelpreisträger
- 1947: Felicity Lott, englische Opern- und Konzertsängerin
- 1947: Susanne Schmidt, deutsche Wirtschaftsjournalistin
- 1948: Petra Articus, deutsche Äbtissin
- 1948: Norbert Nigbur, deutscher Fußballspieler
- 1948: Pierre-François Rousselot, französischer Autorennfahrer
- 1948: Carl Schenkel, Schweizer Filmregisseur und Drehbuchautor
- 1949: Johanna Lichy, deutsche Politikerin
- 1950: José Ángel Gurría, mexikanischer Politiker und OECD-Generalsekretär
- 1950: Pierre de Meuron, Schweizer Architekt
- 1950: Lepo Sumera, estnischer Komponist und Politiker
- 1950: Nancy Telfer, kanadische Komponistin und Chorleiterin
- 1950: Tatjana Ždanoka, lettische Politikerin

#### 1951–1975
- 1951: Philip Bailey, US-amerikanischer Funk, Soul und R&B Künstler
- 1951: Humberto Brenes, costa-ricanischer Pokerspieler
- 1951: Mike D’Antoni, US-amerikanisch-italienischer Basketballtrainer
- 1952: Charles Camarda, US-amerikanischer Astronaut
- 1952: Matti Geschonneck, deutscher Regisseur
- 1953: Antonio Arcari, italienischer Geistlicher, Diplomat des Heiligen Stuhls
- 1953: Remo Fernandes, indischer Sänger, Gitarrist und Komponist
- 1953: Hartmut Krüger, deutscher Handballspieler und Handballtrainer
- 1953: Olena Peressekyna, sowjetische Ruderin
- 1953: Alex Van Halen, niederländisch-US-amerikanischer Schlagzeuger, Perkussionist und Gründungsmitglied der Band Van Halen
- 1953: Wolfgang Warnemünde, deutscher Leichtathlet

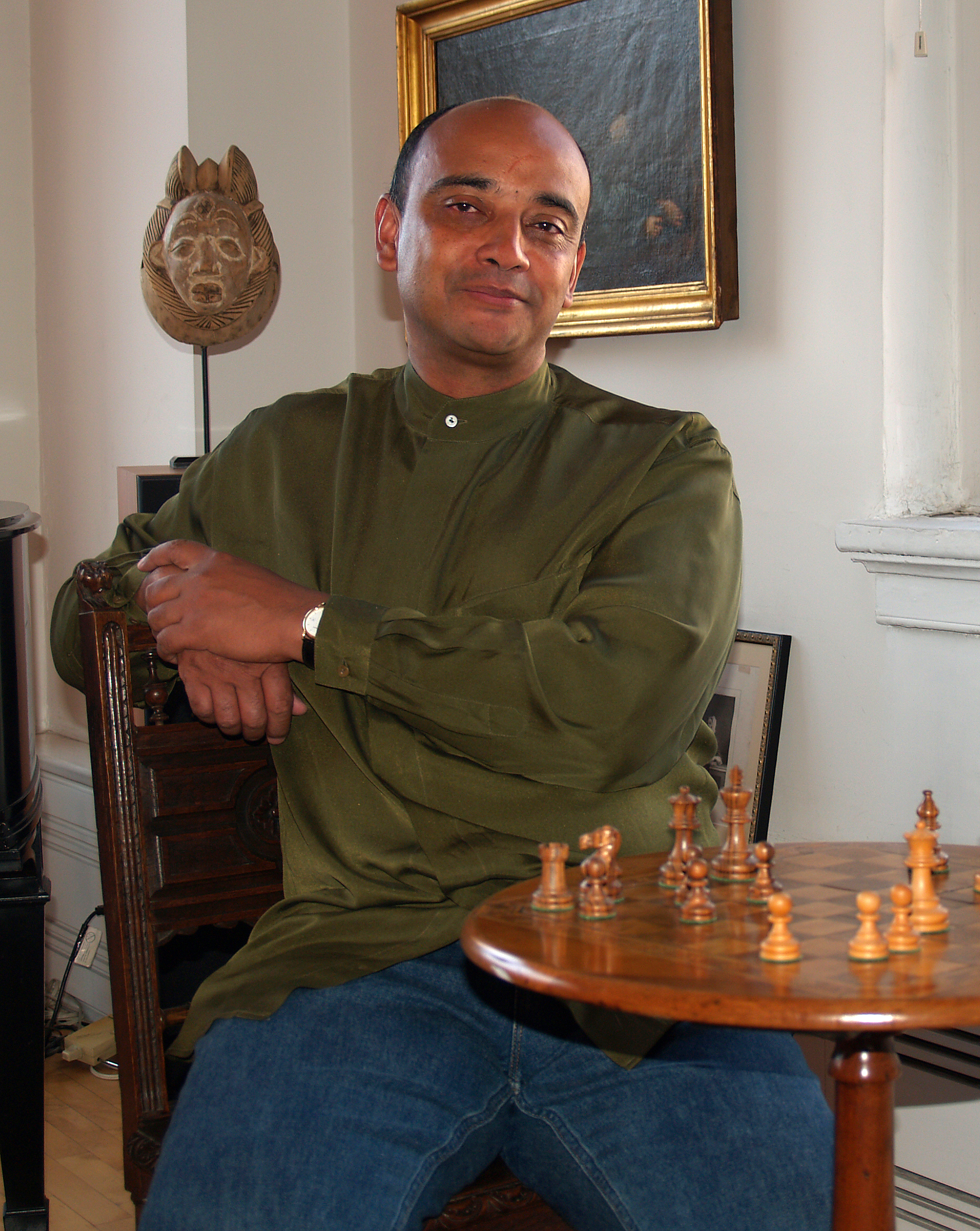
Anthony Appiah (* 1954)

- 1954: Anthony Appiah, US-amerikanischer Philosoph
- 1954: Alexandru Custov, rumänischer Fußballspieler
- 1954: Erika Franke, deutsche Generalärztin, erster Bundeswehrgeneral aus den neuen Bundesländern und zweiter weiblicher General in der deutschen Geschichte
- 1954: David Keith, US-amerikanischer Schauspieler
- 1955: Denys Bouliane, kanadischer Komponist
- 1955: Günter Born, deutscher Sachbuchautor
- 1955: Christoph Grohmann, deutscher Kirchenmusiker, Orgeldozent und Konzertorganist
- 1955: Ásgeir Sigurvinsson, isländischer Fußballspieler
- 1955: Raoul Trujillo, US-amerikanischer Schauspieler, Tänzer und Choreograf
- 1955: Meles Zenawi, Premierminister Äthiopiens
- 1956: Diethard von Boenigk, deutscher Handballspieler und -trainer
- 1956: Sharon Burley, australische Eiskunstläuferin
- 1956: Sonja Wölke, sorbische Slawistin
- 1957: Bill Cowher, US-amerikanischer American-Football-Trainer
- 1957: Bernd Krauss, deutscher Fußballspieler und -trainer
- 1957: Hans-Joachim Meisch, deutscher Radsportler
- 1957: Joseph Michel François, in Abwesenheit verurteilter Verbrecher
- 1957: Marie Myriam, französische Sängerin portugiesischer Abstammung
- 1957: Simon Ungers, deutscher Architekt und Künstler
- 1958: Roddy Doyle, irischer Schriftsteller
- 1958: Andy Egli, Schweizer Fußballspieler

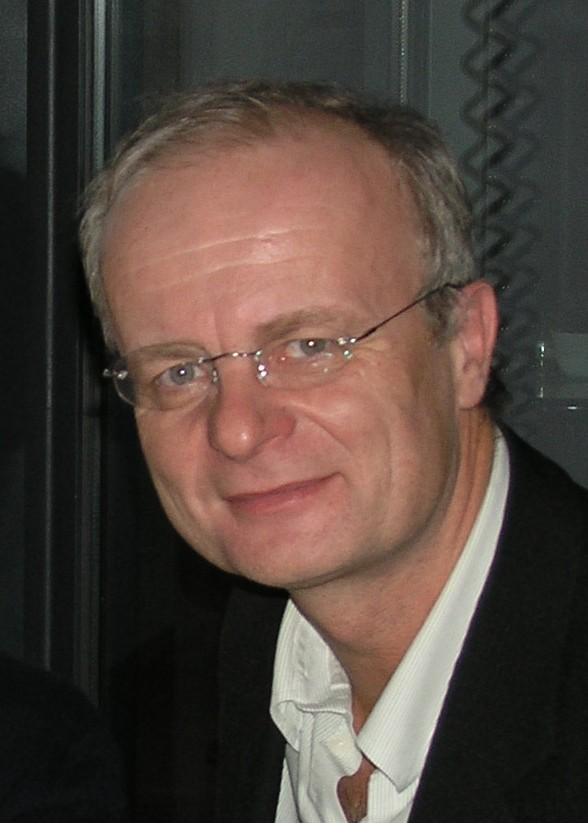
Dieter Vieweger (* 1958)

- 1958: Dieter Vieweger, deutscher Theologe
- 1959: Ronnie Lott, US-amerikanischer American-Football-Spieler
- 1960: Kadir Akbulut, türkischer Fußballspieler
- 1960: Recep Akdağ, türkischer Politiker
- 1960: Franco Baresi, italienischer Fußballspieler
- 1961: Andrea Pollack, deutsche Schwimmsportlerin und Olympiasiegerin
- 1962: Tatjana Alexejewna Rubzowa, russische Schachspielerin
- 1963: Michel Gondry, französischer Regisseur und Drehbuchautor
- 1963: Izabela Kloc, polnische Politikerin
- 1963: Alexander Jurjewitsch Kowalenko, russischer Dreispringer
- 1964: Krista Errickson, US-amerikanische Journalistin und Schauspielerin

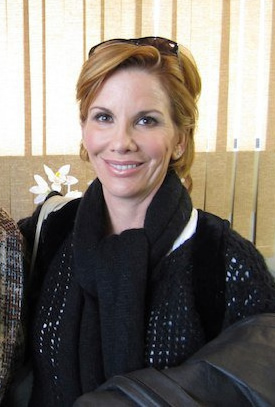
Melissa Gilbert (* 1964)

- 1964: Melissa Gilbert, US-amerikanische Schauspielerin
- 1964: Ralf Gustke, deutscher Schlagzeuger
- 1964: Nomura Kichisaburō, japanischer Admiral und Botschafter
- 1964: Thomas Kurscheid, deutscher Mediziner, Buchautor und TV-Experte
- 1964: Torsten Meireis, deutscher Theologe
- 1964: Maren Niemeyer, deutsche Journalistin und Dokumentarfilmregisseurin
- 1964: Metin Tekin, türkischer Fußballspieler, -trainer und -experte
- 1964: Christiane Ziegler, deutsche Physikerin
- 1965: Shiny Abraham, indische Leichtathletin
- 1965: Antonio Ananiew, bulgarischer Fußballspieler
- 1965: Hans Engelsen Eide, norwegischer Freestyle-Skier
- 1965: Mario Frick, Regierungschef von Liechtenstein
- 1966: Rainer Leng, deutscher Mittelalterhistoriker
- 1966: Cláudio Taffarel, brasilianischer Fußballspieler
- 1967: Christian Abt, deutscher Automobilrennfahrer
- 1967: Olaf Lies, deutscher Politiker
- 1967: Gabi Roth, deutsche Hürdenläuferin
- 1968: Ivan Mikulić, kroatischer Sänger
- 1968: Omar Camporese, italienischer Tennisspieler
- 1968: Johannes Kretz, österreichischer Komponist und Computermusiker
- 1968: Michael Philippen, deutscher Handballtrainer und Handballspieler
- 1968: Veronika Šarec, slowenische Skirennläuferin
- 1969: Akebono Tarō, japanischer Sumōringer
- 1970: Marko Asell, finnischer Ringer
- 1970: Luis Enrique, ehemaliger spanischer Fußballspieler und heutiger Trainer
- 1970: Meinrad Kneer, deutscher Jazzbassist
- 1970: Carsten Müller, deutscher Politiker und MdB
- 1971: Radosław Gilewicz, polnischer Fußballspieler
- 1971: Barbara Hannigan, kanadische Sopranistin und Dirigentin
- 1971: Candice Night, US-amerikanische Rocksängerin
- 1971: Georgij Pestov, deutsch-russischer Kameramann
- 1971: Nobuteru Taniguchi, japanischer Autorennfahrer
- 1972: Xavier Amigo, spanischer Rallye-Copilot

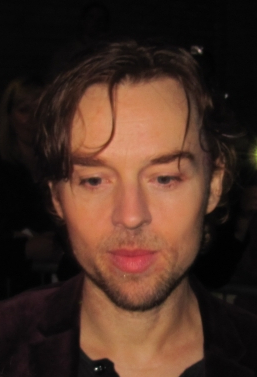
Darren Hayes (* 1972)

- 1972: Darren Hayes, australischer Popsänger
- 1972: Holger Marks, deutscher Tenor
- 1972: Max Rauffer, deutscher Skirennfahrer
- 1973: Natalja Anissimowa, russische Sprinterin
- 1973: Jesús Arellano, mexikanischer Fußballspieler
- 1973: Hendrike Brenninkmeyer, deutsche Journalistin und Fernsehmoderatorin
- 1975: Enrique Iglesias, spanischer Sänger und Komponist
- 1975: Mehmet Günsür, türkischer Filmschauspieler

#### 1976–2000
- 1976: Makoto Yukimura, japanischer Mangaka
- 1977: Joe Bonamassa, US-amerikanischer Blues-Gitarrist, Sänger und Komponist
- 1977: Kathrin Bringmann, deutsche Mathematikerin
- 1977: Jan Rune Grave, norwegischer Nordischer Kombinierer
- 1977: Aníbal Matellán, argentinischer Fußballspieler
- 1977: Theodoros Papaloukas, griechischer Basketballspieler

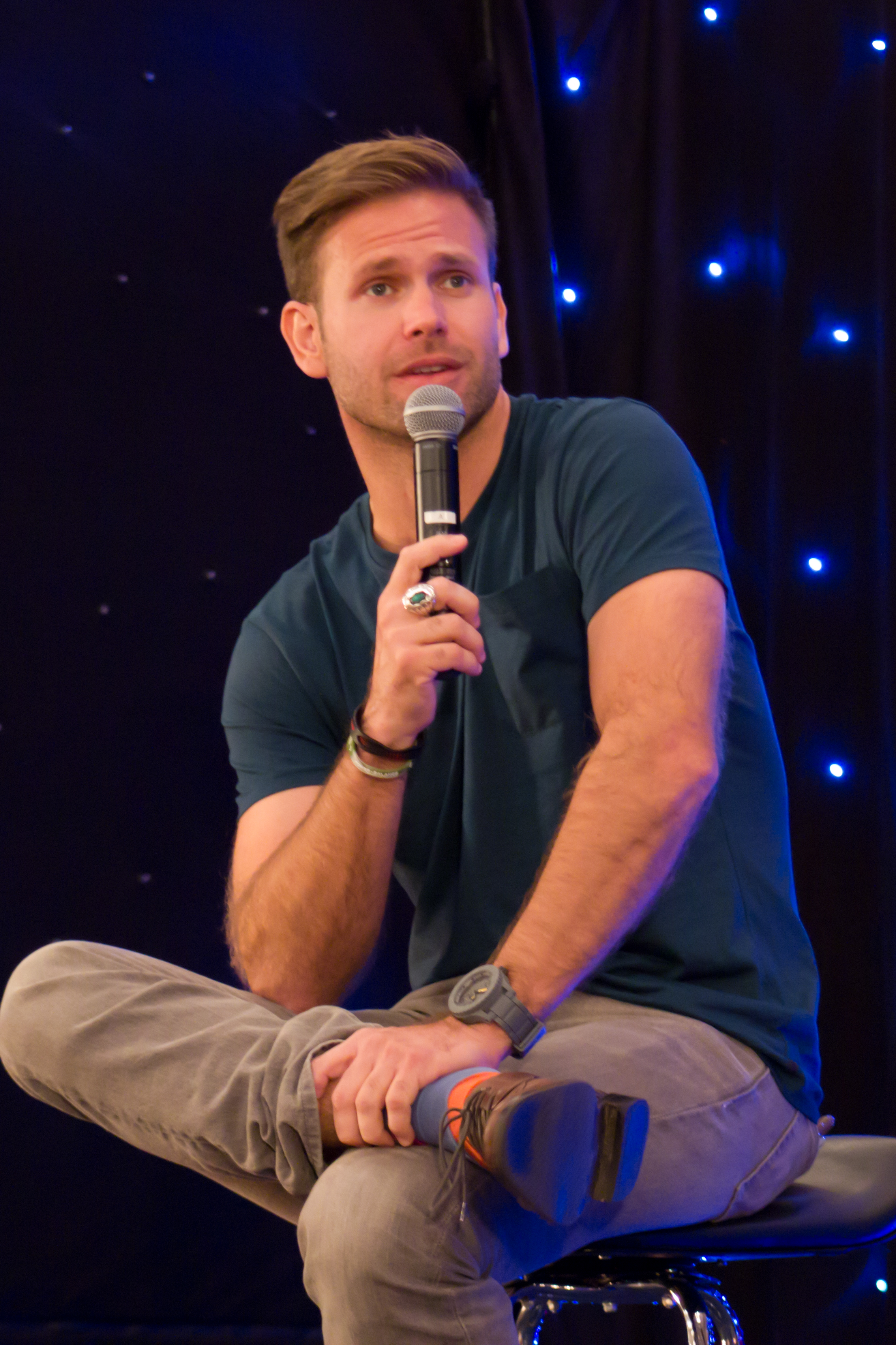
Matthew Davis (* 1978)

- 1978: Matthew Davis, US-amerikanischer Filmschauspieler
- 1978: Lúcio, brasilianischer Fußballspieler
- 1979: Bastian Braig, deutscher Schauspieler und Produzent
- 1979: Gennaro Sardo, italienischer Fußballspieler
- 1980: Lindsay Johnson, englische Fußballspielerin
- 1980: David Loosli, Schweizer Radrennfahrer
- 1980: Michelle McManus, britische Sängerin
- 1981: Stephen Amell, kanadischer Schauspieler
- 1981: Andrea Barzagli, italienischer Fußballspieler
- 1981: Björn Dixgård, schwedischer Musiker (Mando Diao)
- 1981: Jan Eichhorn, deutscher Rodler

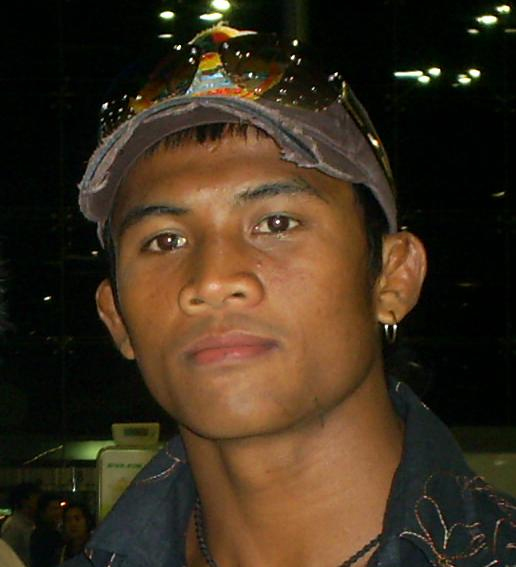
Buakaw Banchamek (* 1982)

- 1982: Buakaw Banchamek, thailändischer Muay-Thai-Kämpfer
- 1982: Christina Cole, britische Schauspielerin
- 1982: Aarón Galindo, mexikanischer Fußballspieler
- 1982: Kevin Stefanski, US-amerikanischer American-Football-Trainer
- 1982: David van Zanten, irischer Fußballspieler
- 1983: Michael Andrey, Schweizer Badmintonspieler
- 1983: Oleksandr Bedewka, ukrainischer Billardspieler
- 1983: Elyes Gabel, britischer Schauspieler
- 1983: Bershawn Jackson, US-amerikanischer Leichtathlet
- 1984: Mirko Nikolič-Kajič, slowenischer Handballspieler
- 1984: Václav Procházka, tschechischer Fußballspieler
- 1984: Julia Whelan, US-amerikanische Schauspielerin
- 1985: Chris Gebert, deutscher Schauspieler
- 1985: Eva-Maria May, deutsche Schauspielerin
- 1986: Pemra Özgen, türkische Tennisspielerin
- 1986: Laura Spencer, US-amerikanische Schauspielerin
- 1987: Aneurin Barnard, walisischer Schauspieler

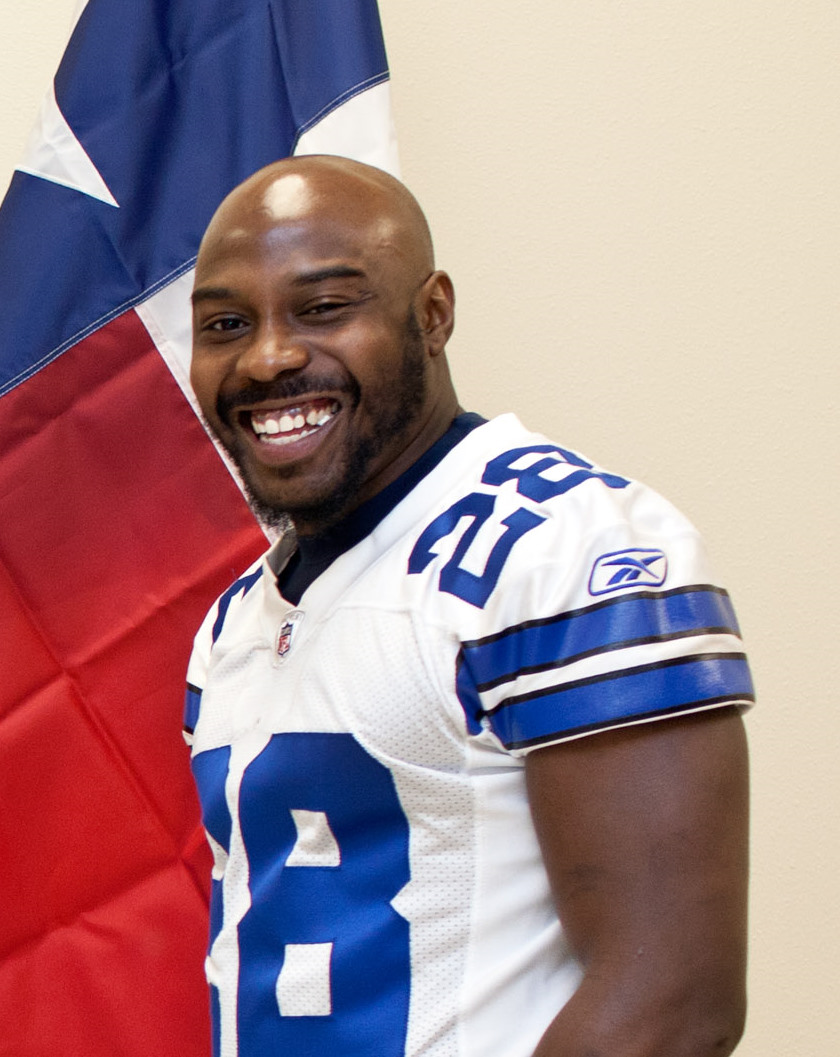
Felix Jones (* 1987)

- 1987: Felix Jones, US-amerikanischer American-Football-Spieler
- 1987: Mark Noble, englischer Fußballspieler
- 1988: Carola Rackete, deutsche Seenotretterin
- 1989: Nora Arnezeder, französische Schauspielerin
- 1989: Colja Löffler, deutscher Handballspieler
- 1989: Benoît Paire, französischer Tennisspieler
- 1990: Alexander Alexandrowitsch Andrijenko, russischer Skirennläufer
- 1990: Kristian Sbaragli, italienischer Radrennfahrer
- 1990: Kemba Walker, US-amerikanischer Basketballspieler
- 1991: Laurens Vanthoor, belgischer Rennfahrer
- 1993: Larry Kayode, nigerianischer Fußballspieler
- 1993: Anastassija Nowossad, ukrainische Freestyle-Skierin
- 1995: Nicola Sutter, Schweizer Fußballspieler
- 1996: Tim Suton, deutsch-kroatischer Handballspieler
- 1996: 6ix9ine, US-amerikanischer Rapper
- 1998: Johannes Eggestein, deutscher Fußballspieler
- 1998: Jan Vytrval, tschechischer Nordischer Kombinierer
- 1999: Rebeca Andrade, brasilianische Turnerin
- 1999: Jana Fischer, deutsche Snowboarderin
- 1999: Džanan Musa, bosnischer Basketballspieler
- 2000: Yaël Meier, Schweizer Unternehmerin, Schauspielerin und Journalistin
- 2000: Marie Reim, deutsche Schlagersängerin
- 2000: Sandro Tonali, italienischer Fußballspieler

### 21. Jahrhundert
- 2001: Tim Akinola, nigerianisch-englischer Fußballspieler
- 2001: Quinn Simmons, US-amerikanischer Radrennfahrer
- 2003: Moulay Hassan, Kronprinz von Marokko
- 2005: Oliver Bearman, britischer Automobilrennfahrer

## Gestorben

### Vor dem 19. Jahrhundert

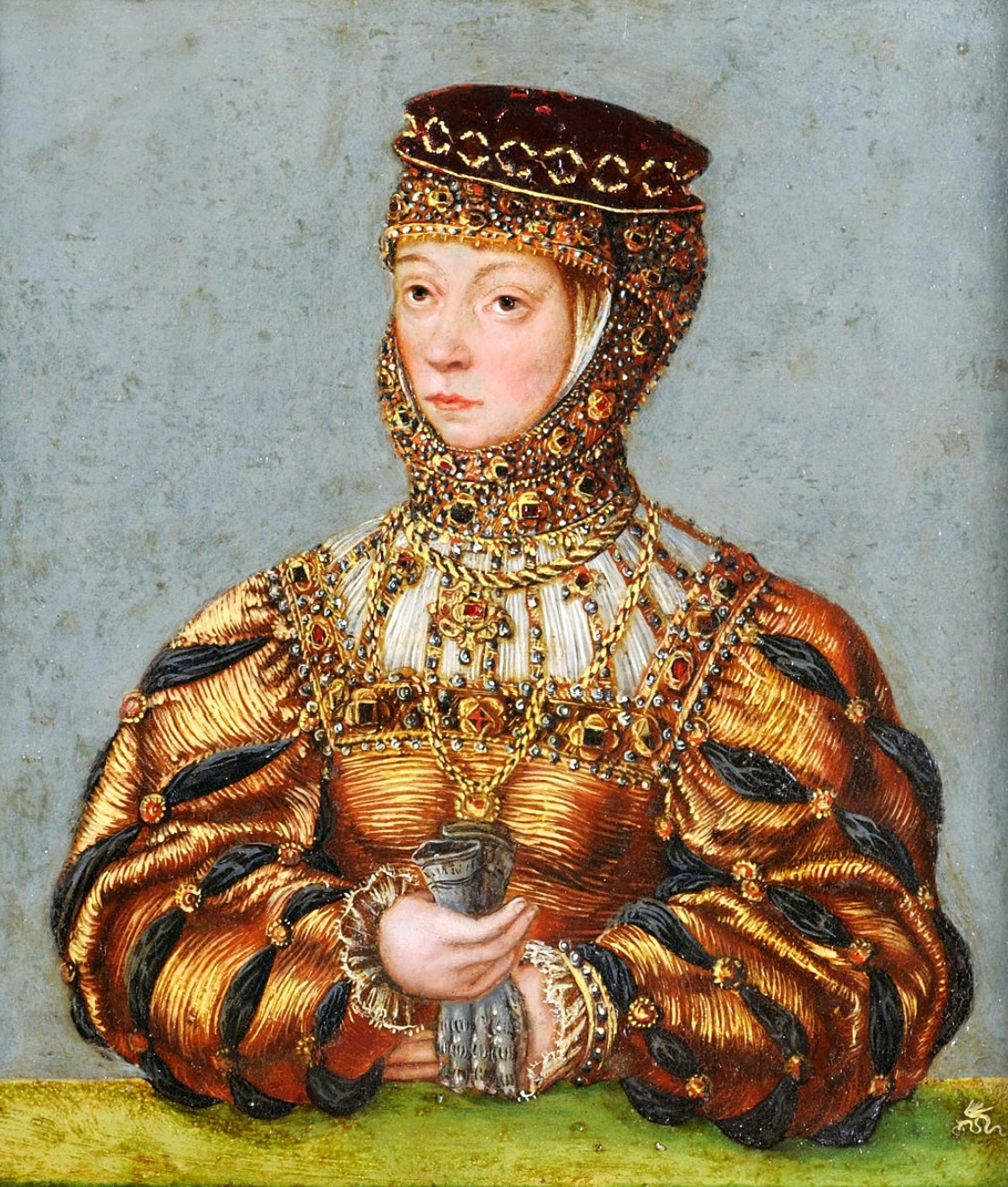
Barbara Radziwiłł († 1551)

- 0303: Victor von Mailand, mauretanisch-römischer Märtyrer
- 0535: Johannes II., Papst
- 0652: Iduberga, Frau Pippins des Älteren, Stifterin des Klosters Andenne
- 0685: Benedikt II., Papst
- 0840: Junna, 53. Kaiser von Japan
- 0914: Sembat I. der Märtyrer, König von Armenien
- 0997: Song Taizong, chinesischer Kaiser der (Nördlichen) Song-Dynastie
- 1063: Ramiro I., erster König von Aragón
- 1157: Muizz ad-Dunya wa-d-Din Abu l-Harith Ahmad Sandschar, Sultan der Seldschuken

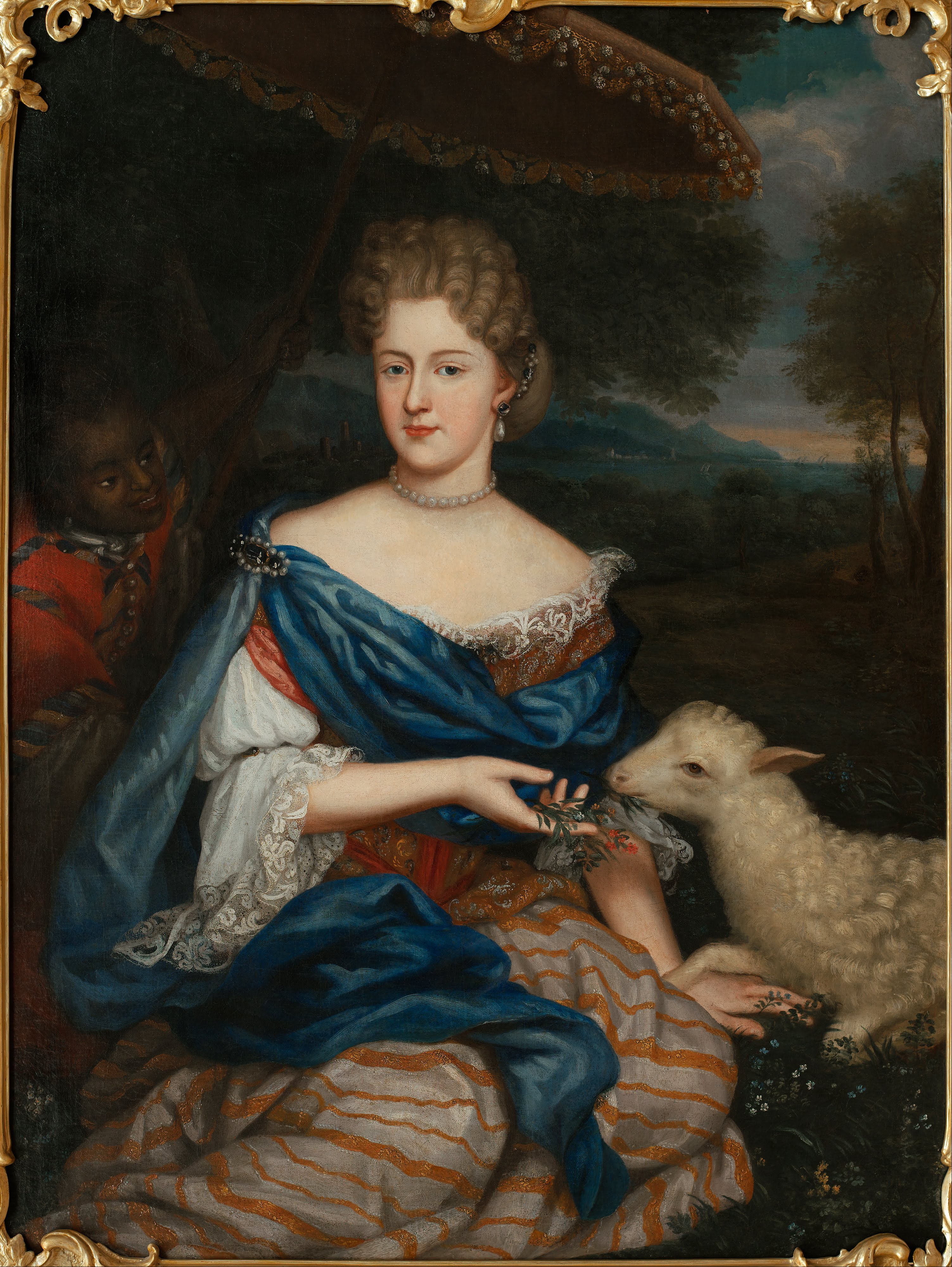
Marii Karoliny de Bouillon († 1740)

- 1176: David FitzGerald, Bischof von St Davids
- 1192: Ottokar IV., Markgraf/Herzog der Steiermark
- 1216: Ulrich von Adelberg, Propst des Klosters Adelberg
- 1220: Rikissa von Dänemark, Königin von Schweden
- 1319: Håkon V., König von Norwegen
- 1397: Nikolaus, Graf von Holstein-Rendsburg
- 1402: Alexander Leslie, 7. Earl of Ross, schottischer Adeliger
- 1411: William Beauchamp, 1. Baron Bergavenny, englischer Adliger
- 1449: Alexander MacDonald, 10. Earl of Ross, schottischer Adeliger
- 1454: Jean I., Seigneur von Monaco
- 1462: Palla Strozzi, italienischer Kaufmann, Humanist
- 1482: Ludwig von Rothenstein, schwäbischer Adliger
- 1530: Stephan Báthory, Heerführer und Palatin von Ungarn
- 1551: Barbara Radziwiłł, Königin von Polen und Großfürstin von Litauen
- 1566: Alvise Corner, italienischer Humanist
- 1585: Paulus Gmainer, Benediktiner und Abt der Abtei Niederaltaich
- 1617: Zacharias Geizkofler, Reichspfennigmeister des Heiligen Römischen Reiches
- 1645: Wilhelm Alard, deutscher Pastor, Lyriker und Kirchenliedkomponist
- 1649: Injo, 16. König der Joseon-Dynastie in Korea
- 1655: Edward Winslow, englischer Kolonist und Gouverneur der Plymouth Colony
- 1671: Sébastien Bourdon, französischer Maler
- 1680: Anna Maria, Prinzessin von Brandenburg-Bayreuth und Fürstin zu Eggenberg
- 1689: Christian Knorr von Rosenroth, deutscher Universalgelehrter
- 1705: Otto von Schwerin, kurbrandenburgisch-preußischer Geheimer Rat und Diplomat

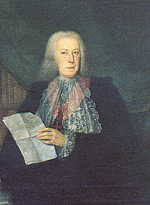
Sebastião José de Carvalho e Mello († 1782)

- 1712: Gatien de Courtilz de Sandras, französischer Musketier und Schriftsteller
- 1715: Johann Caspar Seelmatter, Schweizer evangelischer Geistlicher, Jurist und Hochschullehrer
- 1721: Marc René d’Argenson, französischer Staatsmann
- 1726: Catharina Christina von Ahlefeldt, Herzogin von Schleswig-Holstein-Glücksburg
- 1733: Bernard Picart, französischer Kupferstecher und Buchillustrator
- 1740: Maria Karolina Sobieska, polnischer Prinzessin, Herzogin von Bouillon
- 1767: Johann August von Sachsen-Gotha-Altenburg, deutscher Adeliger und Reichsgeneralfeldmarschall
- 1770: Karl I., paragierter Landgraf von Hessen-Philippsthal
- 1782: Sebastião José de Carvalho e Melo, Marquês de Pombal, portugiesischer Staatsmann
- 1785: Étienne-François de Choiseul, französischer Staatsmann
- 1785: Pietro Longhi, venezianischer Maler
- 1788: Giovanni Antonio Scopoli, österreichischer Arzt und Naturforscher
- 1794: Antoine Laurent de Lavoisier, Mitbegründer der neuzeitlichen Chemie

### 19. Jahrhundert
- 1806: Robert Morris, britisch-US-amerikanischer Unternehmer und einer der Gründerväter der USA
- 1809: Augustin Pajou, französischer Bildhauer
- 1822: John Stark, US-amerikanischer General im Unabhängigkeitskrieg
- 1829: Charles Abbot, 1. Baron Colchester, britischer Politiker
- 1829: Carl Ludwig August Bergius, deutscher Beamter
- 1829: Mauro Giuliani, italienischer Gitarrist und Komponist
- 1837: Robert Heriot Barclay, britischer Marineoffizier
- 1837: August von Einsiedel, deutscher Philosoph, Naturforscher und Afrikareisender
- 1840: Ernst Gottlob Jäkel, deutscher Pädagoge und Philologe
- 1842: Jules Dumont d’Urville, französischer Seefahrer und Polarforscher
- 1852: Heinrich Salomon Hoffmann, deutscher Drogist und Unternehmer
- 1854ː Lucie von Hardenberg, Landschaftsarchitektin
- 1859: José de Madrazo y Agudo, spanischer Maler
- 1864: Christian Gottlob Steinmüller, deutscher Orgelbauer
- 1870: Iossif Iossifowitsch Charlemagne, russischer Architekt
- 1870: Ludwig Eichler, deutscher Schriftsteller und führende Persönlichkeit der Märzrevolution 1848
- 1873: Oakes Ames, US-amerikanischer Politiker

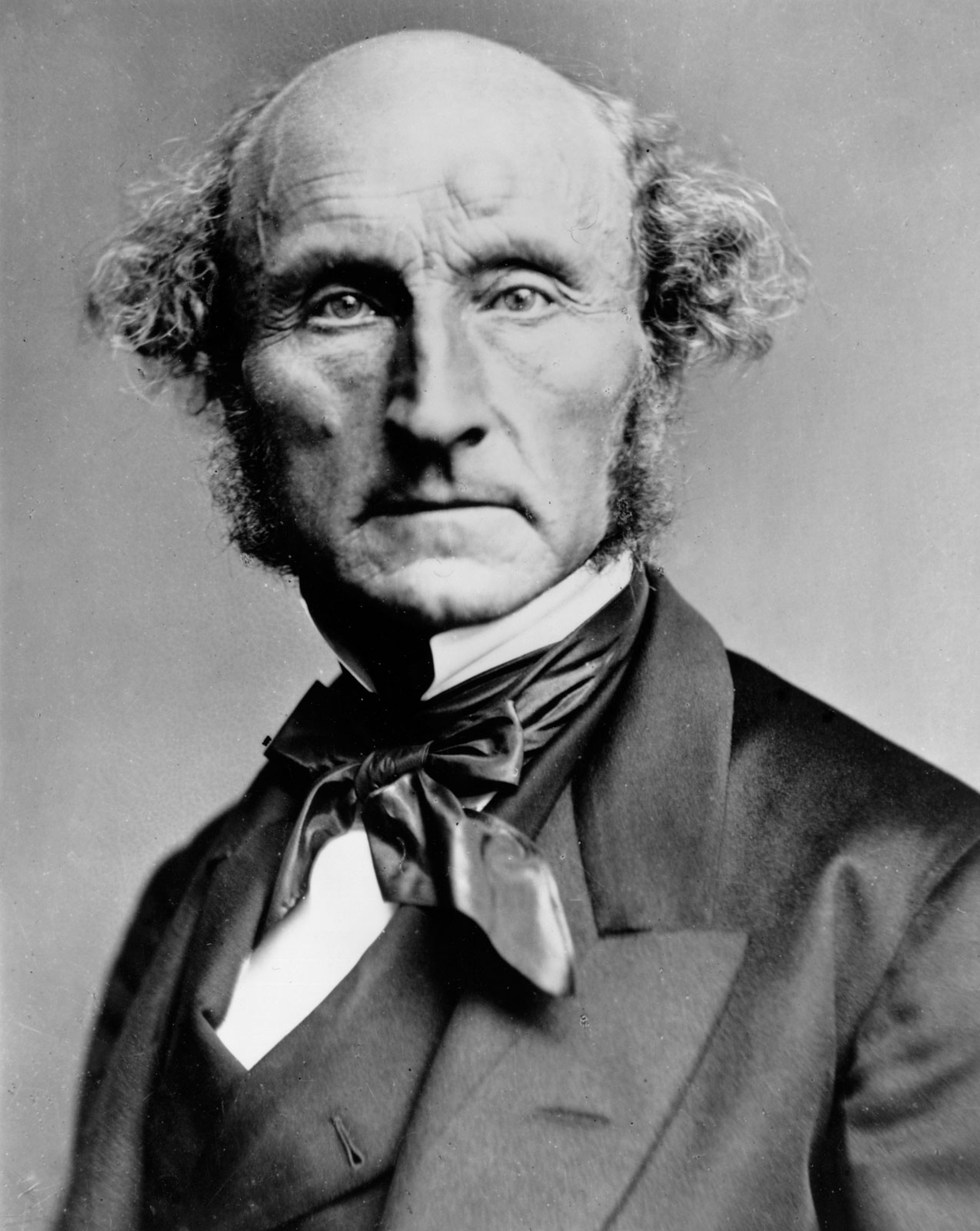
John Stuart Mill († 1873)

- 1873: John Stuart Mill, britischer Philosoph und Ökonom
- 1874: Franz Schott, deutscher Musikverleger

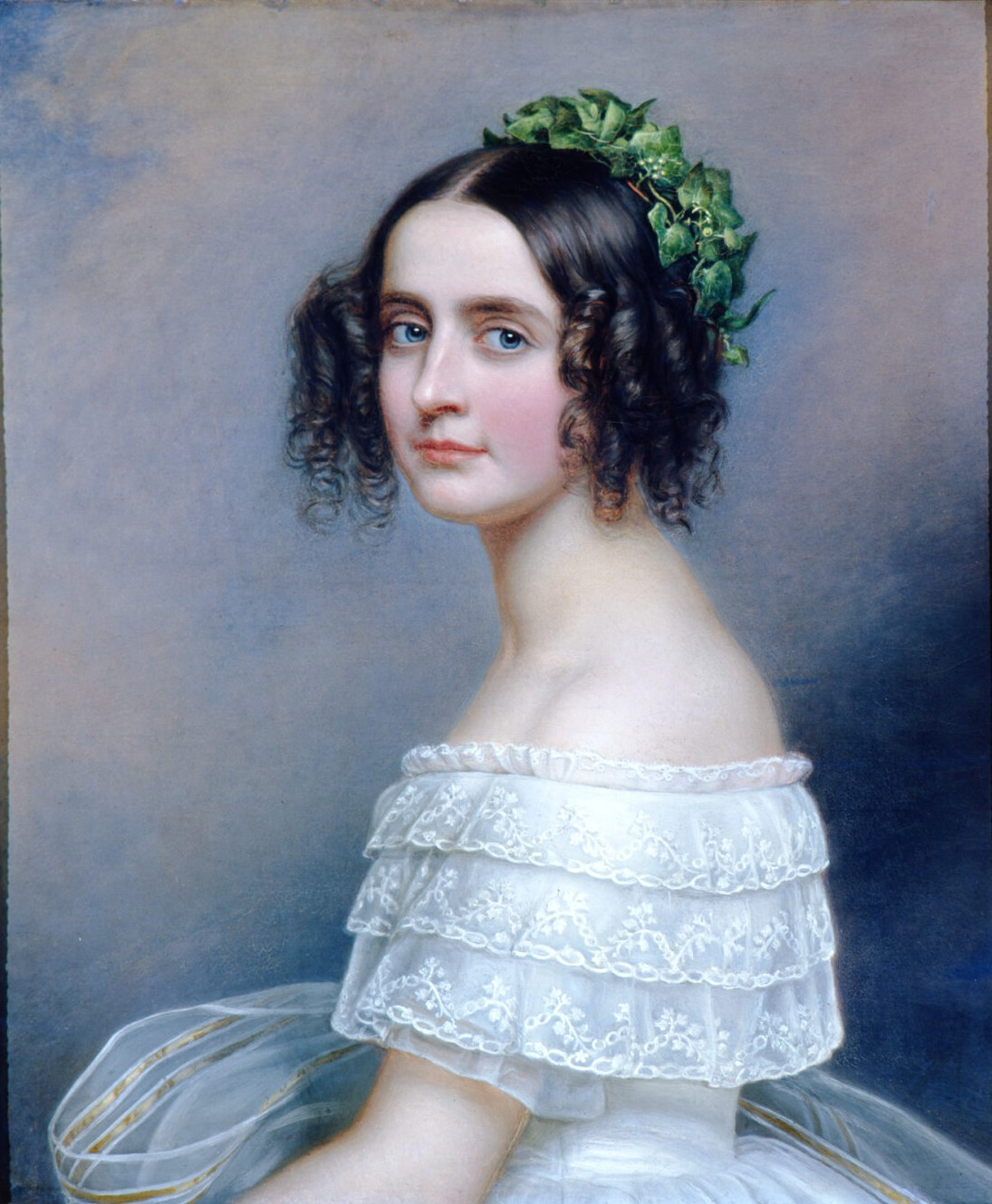
Alexandra Amalie von Bayern († 1875)

- 1875: Alexandra Amalie von Bayern, Prinzessin von Bayern und Schriftstellerin
- 1878: Meir Auerbach, russischer Gelehrter, Rabbiner und Oberrabbiner
- 1878: Théophile Tilmant, französischer Geiger und Dirigent
- 1880: Gustave Flaubert, französischer Schriftsteller
- 1881: Johann Friedrich Wilhelm Arndt, deutscher Prediger
- 1884: Midhat Pascha, Großwesir des Osmanischen Reiches
- 1884: Michael Stourdza, Fürst der Moldau und Ehrenbürger von Baden-Baden
- 1885: Joseph Behm, ungarndeutscher Kirchenmusiker und Komponist
- 1885: Pavel Křížkovský, tschechischer Komponist
- 1886ː Wilhelmine Henneberg, deutsche Wohltäterin
- 1887: Johannes von Kuhn, deutscher Theologe
- 1890: Herman Schultz, schwedischer Astronom
- 1891: Helena Petrovna Blavatsky, russische Spiritistin und Schriftstellerin
- 1892: Christian Wilhelm Ludwig Abel, deutscher Militärarzt
- 1892ː Helene von Hülsen, deutsche Schriftstellerin und Salonnière
- 1892: James Thomson, britischer Ingenieur, Physiker und Erfinder
- 1893: Adolf I. Georg Graf von Schaumburg-Lippe
- 1894: Clara Fey, deutsche katholische Ordensgründerin
- 1900: Ernst Heinrich Lindemann, deutscher Politiker

### 20. Jahrhundert

#### 1901–1950
- 1903: Paul Gauguin, französischer Maler

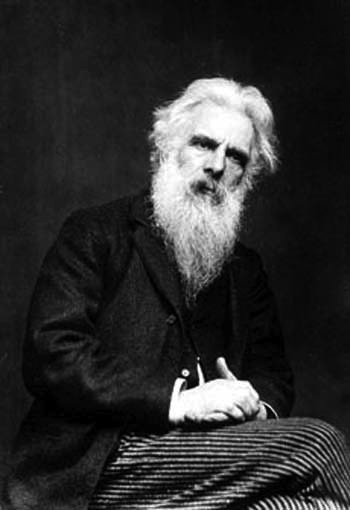
Eadweard Muybridge († 1904)

- 1904: Eadweard Muybridge, britischer Fotograf und Pionier der Fototechnik
- 1909: Friedrich August von Holstein, deutscher Diplomat
- 1914: Theodor Heidegger, deutscher Architekt und Kommunalpolitiker
- 1914: Walter Körte, deutscher Wasserbauingenieur und Begründer der deutschen Seezeichenwissenschaft
- 1917: Thomas M. Anderson, US-amerikanischer Offizier
- 1918: Anton Matosch, österreichischer Bibliothekar und Mundartdichter
- 1919: Wera Iwanowna Sassulitsch, russische Marxistin
- 1919: Philipp Wolfrum, deutscher Komponist und Organist
- 1922: Otto Hieronimus, deutsch-österreichischer Automobilkonstrukteur und -rennfahrer
- 1922: Otto Ubbelohde, deutsche Illustrator von Grimms Märchen
- 1925: Todor Paniza, bulgarischer Freiheitskämpfer und Terrorist
- 1927: Charles Nungesser, französischer Pilot
- 1927: François Coli, französischer Flugpionier
- 1929: Georg Andresen, deutscher Pädagoge und Altphilologe
- 1930: Henning Mankell, schwedischer Komponist
- 1931: Hans Otto Löwenstein, österreichischer Filmregisseur und -Produzent
- 1932: Louis Archinard, französischer Général
- 1933: Bonaventura Cerretti, italienischer Geistlicher, vatikanischer Diplomat und Kurienkardinal
- 1933: Ernst Eckstein, deutscher Politiker und Jurist
- 1935: Emil Ertl, österreichischer Dichter und Schriftsteller

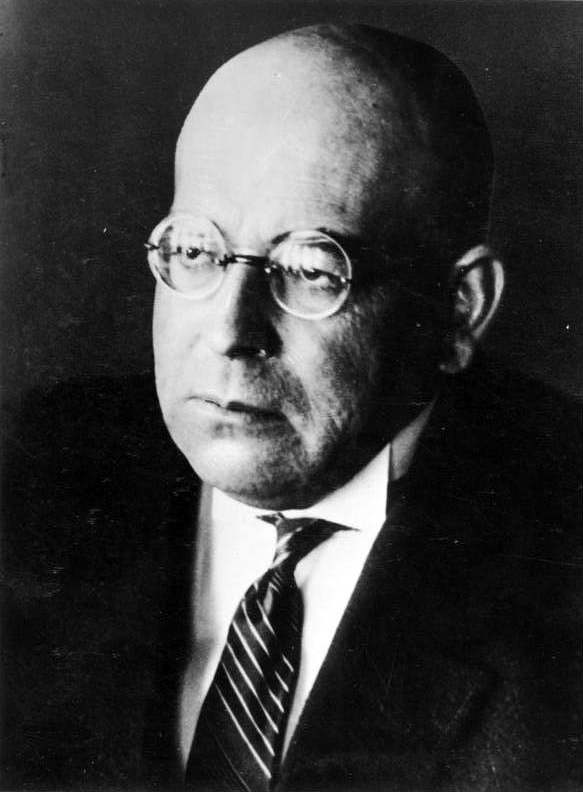
Oswald Spengler († 1936)

- 1936: Oswald Spengler, deutscher Geschichtsphilosoph und Kulturhistoriker
- 1939: Kurt Löwenstein, deutscher Politiker
- 1943: Mordechaj Anielewicz, Kommandant der jüdischen Kampforganisation im Warschauer Ghetto
- 1943: Erich Aron, deutscher Jurist, Landgerichtsdirektor und Hochschullehrer

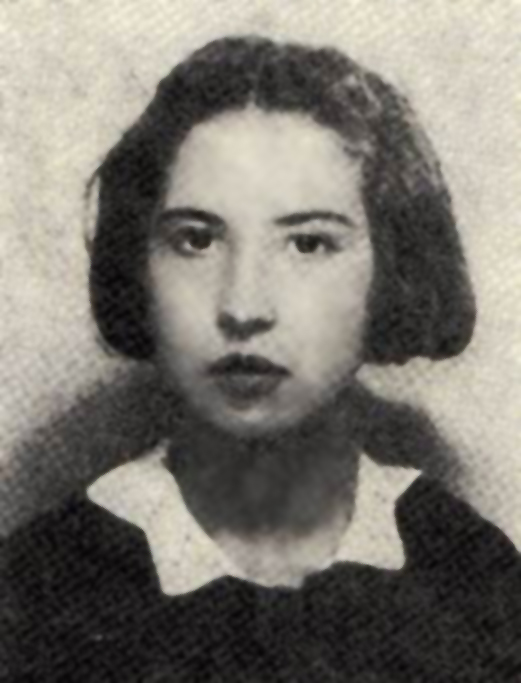
Mira Fuchrer († 1943)

- 1943: Mira Fuchrer, polnisch-jüdische Widerstandskämpferin, Opfer des Holocaust
- 1944: Alexander Beer, deutscher Architekt
- 1944: Ethel Smyth, britische Komponistin und Dirigentin, Schriftstellerin und Frauenrechtlerin
- 1944: Georg Groscurth, deutscher Arzt und Widerstandskämpfer
- 1944: Hanns Sassmann, österreichischer Schriftsteller
- 1945: Sri Ananda Acharya, indischer Philosophieprofessor, Yogi, Guru und Poet

Hansi Arnstaedt († 1945)

- 1945: Hansi Arnstaedt, deutsche Theater- und Filmschauspielerin
- 1945: Paul Giesler, deutscher Politiker, bayerischer Ministerpräsident
- 1945: Rudolf von Sebottendorf, deutscher antisemitischer Okkultist und Verleger
- 1945: Hugo Küttner, deutscher Unternehmer und Kunstseideproduzent
- 1947: Attilio Ferraris, italienischer Fußballspieler
- 1948: Joseph E. Atkinson, kanadischer Zeitungsverleger und Aktivist

#### 1951–2000
- 1951: Erich Reiß, deutscher Verleger
- 1953: Anna Rüling, deutsche Journalistin und LGBT-Aktivistin
- 1957: Hermann Zapf, deutscher Politiker

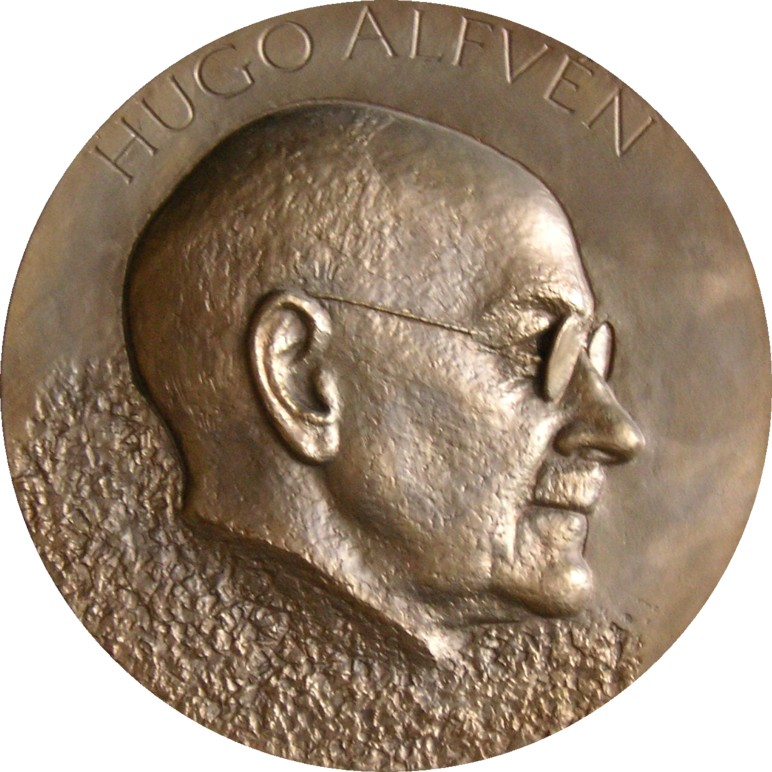
Hugo Alfvén († 1960)

- 1960: Hugo Alfvén, schwedischer Komponist und Dirigent
- 1966: Erich Pommer, deutscher Filmproduzent
- 1966: Ernst Tobler, Schweizer Landwirt und Politiker
- 1967: LaVerne Sofie Andrews, US-amerikanische Sängerin
- 1967: Luise Federn-Staudinger, deutsche Bildhauerin
- 1967: Paul Pratt, kanadischer Komponist, Klarinettist, Dirigent und Musikpädagoge
- 1967: Elmer Rice, US-amerikanischer Dramatiker
- 1968: George D. Hay, US-amerikanischer Gründer der Grand Ole Opry
- 1969: Hedwig Anneler, Schweizer Ethnologin und Schriftstellerin
- 1969: Robert Zander, deutscher Botaniker, Gartenbauwissenschaftler und Autor
- 1971: Janette Dunlop, schottische Physikerin
- 1972: Beatrice Worsley, kanadische Informatikerin
- 1973: Else Knake, deutsche Medizinerin, Zellforscherin und Hochschullehrerin
- 1974: Graham Bond, britischer Musiker

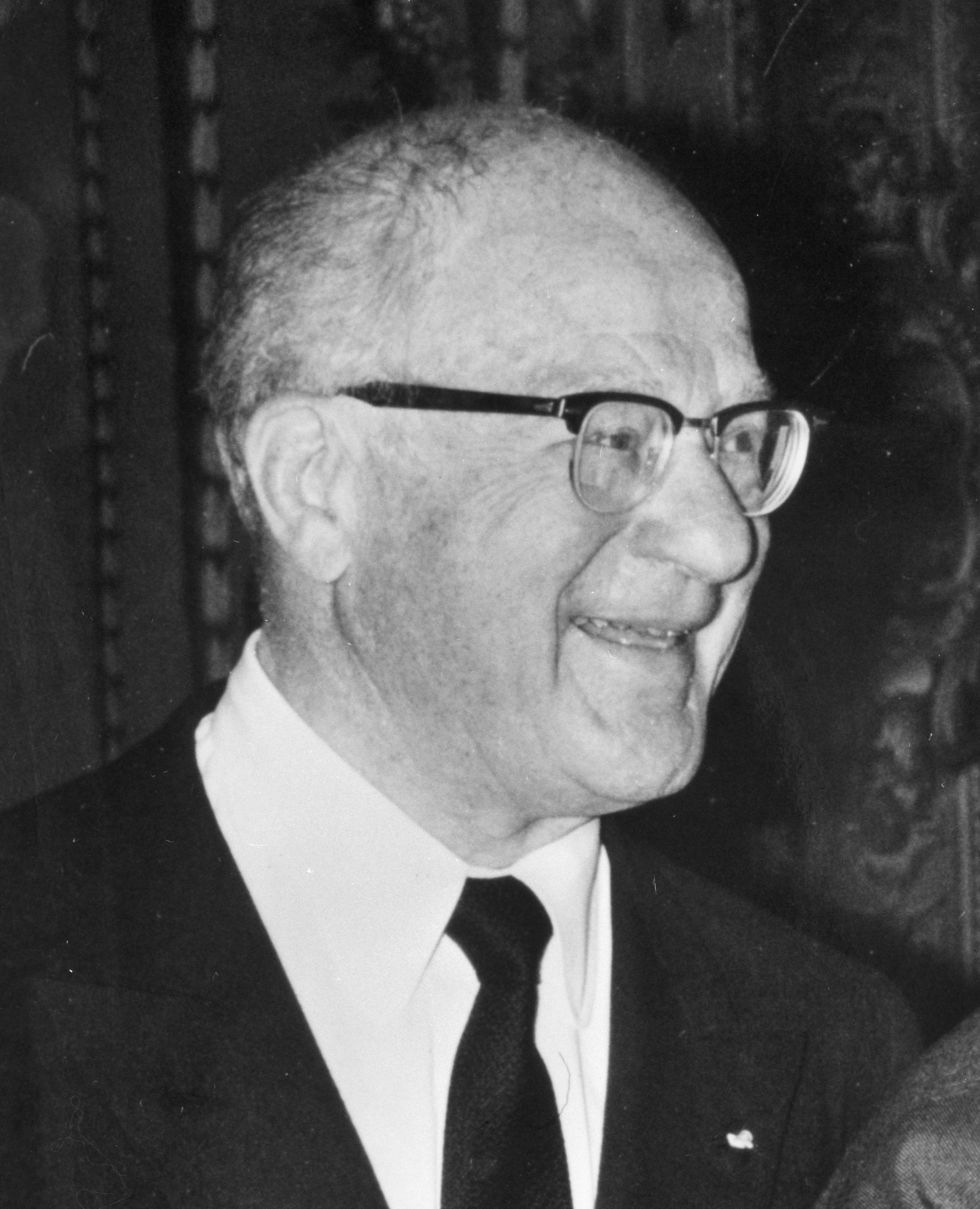
Avery Brundage († 1975)

- 1975: Avery Brundage, US-amerikanischer Sportler und Funktionär, Präsident des IOC
- 1977: James W. Dalton, US-amerikanischer Ingenieur († 1977)
- 1978: Samuel Trask Dana, US-amerikanischer Forstwissenschaftler
- 1978: Juan Evaristo, argentinischer Fußballspieler
- 1979: Talcott Parsons, US-amerikanischer Soziologe
- 1980: Higashiyama Chieko, japanische Schauspielerin

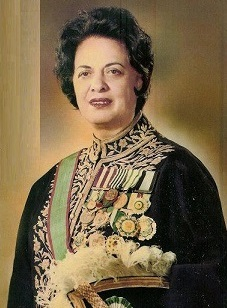
Farrokhroo Parsa († 1980)

- 1980: Farrochru Parsa, iranische Ministerin, Pädagogin und Ärztin
- 1981: Grethe Jürgens, deutsche Malerin
- 1981: Wolfgang Kunkel, deutscher Jurist und Rechtshistoriker
- 1982: Neil Bogart, US-amerikanischer Manager und Plattenproduzent
- 1982: Gilles Villeneuve, kanadischer Formel-1-Rennfahrer
- 1983: John Fante, US-amerikanischer Schriftsteller
- 1984: Gino Bianco, italienischer Autorennfahrer
- 1984: William Ling, englischer Fußballschiedsrichter
- 1985: Ulrich Dübber, deutscher Politiker
- 1985: Karl Marx, deutscher Komponist
- 1985: Edmond O’Brien, US-amerikanischer Schauspieler
- 1985: Theodore Sturgeon, US-amerikanischer Science-Fiction-Autor
- 1986: Arndt von Bohlen und Halbach, deutscher Lebemann, letzter Nachfolger der Krupp-Dynastie
- 1986: Ferenc Fülep, ungarischer Archäologe und Museumsleiter

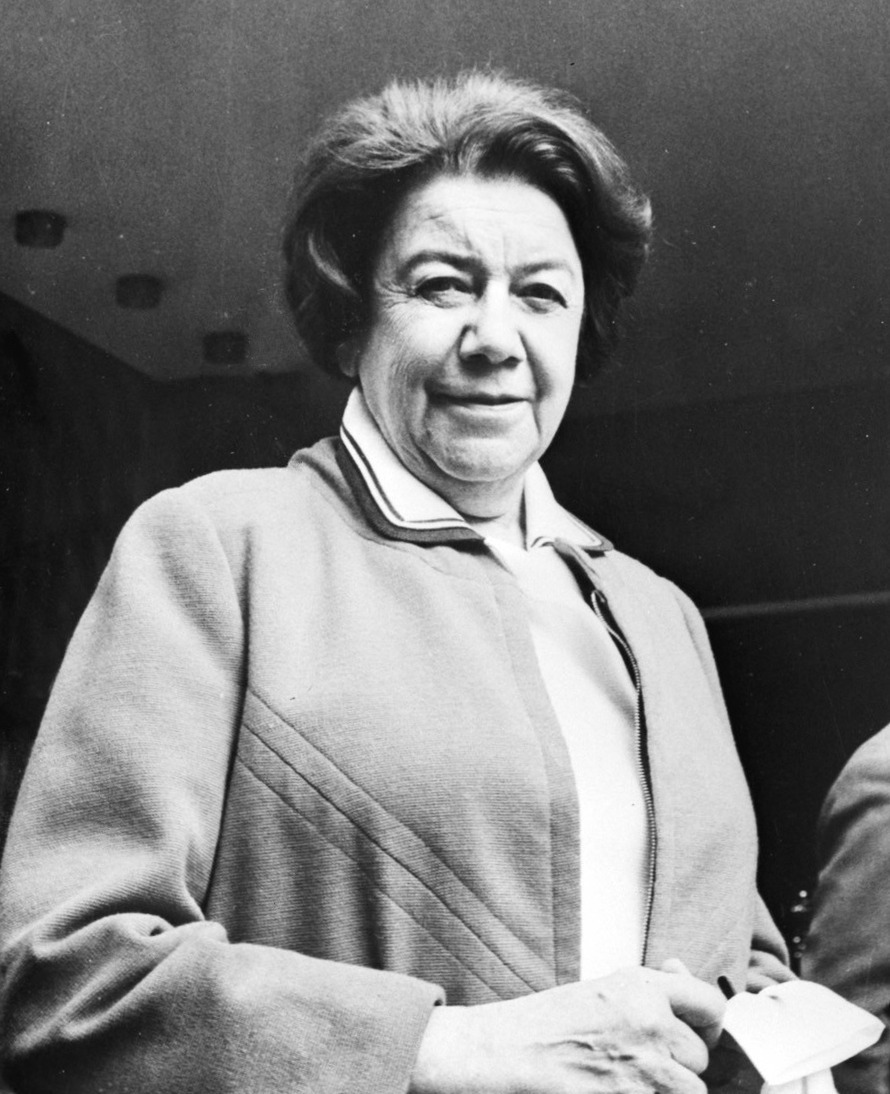
Ana Aslan († 1988)

- 1988: Ana Aslan, rumänische Ärztin und Gerontologin
- 1988: Abdel Moneim Wahibi, ägyptischer Basketballspieler, -schiedsrichter und Sportfunktionär
- 1989: Felice Mario Boano, italienischer Fahrzeugdesigner
- 1989: Rudolf Uhlenhaut, deutscher Ingenieur, Konstrukteur und Vorstand von Mercedes-Benz

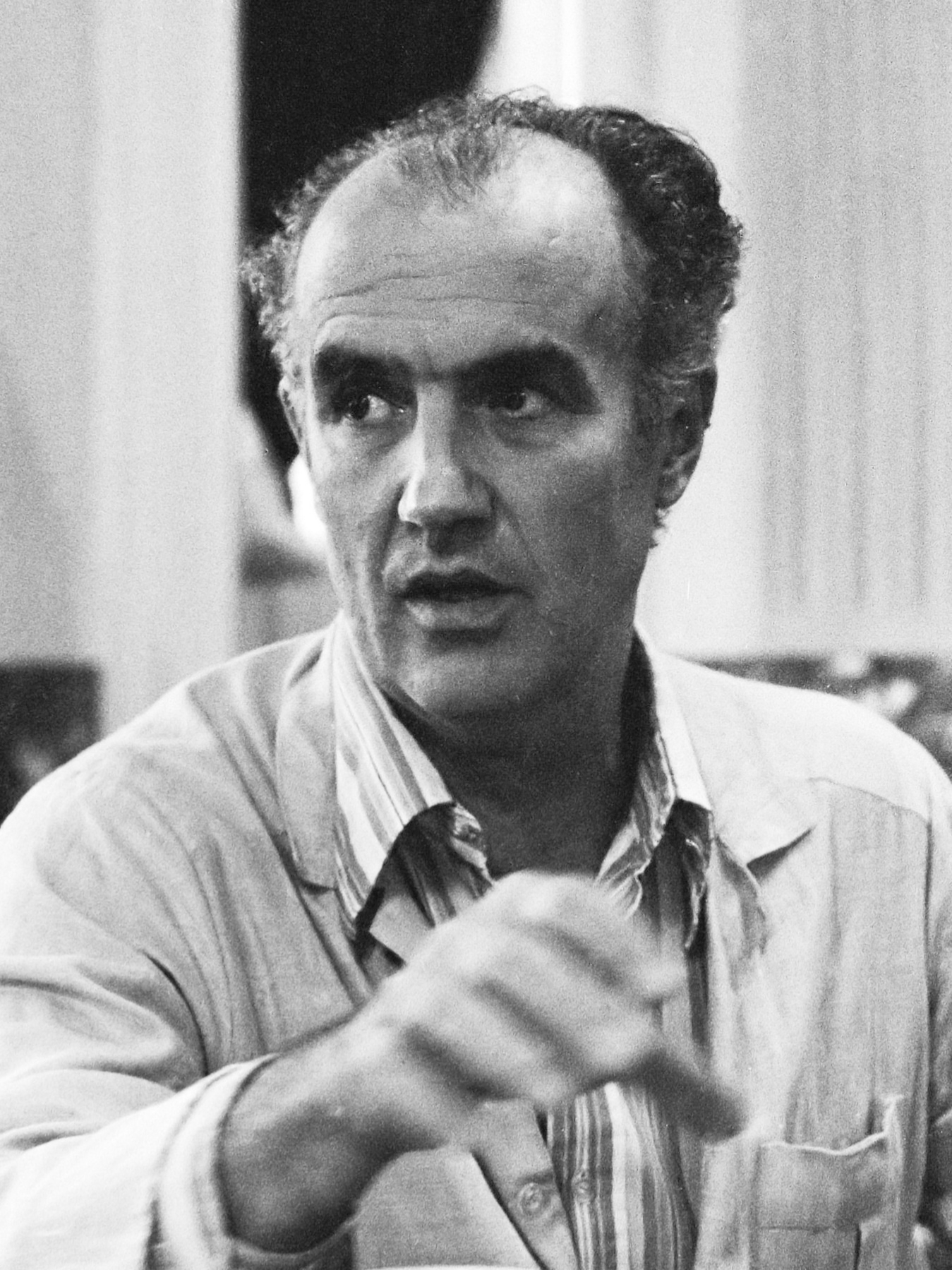
Luigi Nono († 1990)

- 1990: Luigi Nono, italienischer Komponist
- 1990: Walter Peitgen, deutscher Kommunalpolitiker
- 1991: Hans Arnold, deutscher Fußballspieler
- 1991: Jean Langlais, französischer Komponist und Organist
- 1991: Rudolf Serkin, US-amerikanischer Pianist
- 1992: Sergei Wladimirowitsch Obraszow, russischer Puppenspieler
- 1992: Otto Šimánek, tschechischer Schauspieler
- 1994: George Peppard, US-amerikanischer Schauspieler
- 1995: Arwed Blomeyer, deutscher Rechtswissenschaftler
- 1996: Ludwig Hoelscher, deutscher Cellist
- 1997: Joachim Angermeyer, deutscher Politiker, MdB
- 1997: Bernard Grobot, französischer Autorennfahrer
- 1997: Kai-Uwe von Hassel, deutscher Bundesminister
- 1998: Reece Shipley, US-amerikanischer Country-Musiker
- 1999: Dirk Bogarde, britischer Schauspieler
- 1999: Marek Jablonski, kanadischer Pianist und Musikpädagoge
- 1999: Theodor Puff, deutscher Fußballspieler
- 2000: Karl-Rudi Griesbach deutscher Komponist

### 21. Jahrhundert
- 2002: Tilly Lauenstein, deutsche Schauspielerin
- 2002: Tiago Postma, niederländischer Geistlicher
- 2003: Heimrad Bäcker, österreichischer Schriftsteller und Verleger.
- 2005: Wolfgang Blochwitz, deutscher Fußballspieler
- 2005: Lloyd Cutler, US-amerikanischer Anwalt und Regierungsberater
- 2005: Nasrat Parsa, afghanischer Sänger
- 2005: Gianpietro Zappa, Schweizer Fußballspieler
- 2008: Luigi Malerba, italienischer Schriftsteller
- 2008: François Sterchele, belgischer Fußballspieler
- 2008: Eddy Arnold, US-amerikanischer Country- und Pop-Sänger
- 2008: Heinz Felfe, ehemaliger BND-Mitarbeiter und sowjetischer Spion
- 2010: Peer Schmidt, deutscher Schauspieler und Synchronsprecher
- 2010: Pit Fischer, deutscher Bühnenbildner
- 2011: Cornell Dupree, US-amerikanischer Musiker
- 2012: Walter Roderer, Schweizer Volksschauspieler
- 2012: Maurice Sendak, US-amerikanischer Kinderbuchautor und Illustrator
- 2013: Peter Sehr, deutscher Filmregisseur
- 2013: Shlomo Shafir, israelischer Historiker und Journalist
- 2014: Irmgard Lange, deutsche Regisseurin
- 2014: Colin Pillinger, britischer Planetenforscher
- 2015: Zeki Alasya, türkischer Schauspieler
- 2015: Franz Grabmayr, österreichischer Maler
- 2016: Friedrich von Huene, US-amerikanischer Blockflötenbauer
- 2016: Rainer Niemeyer, deutscher Handballspieler
- 2016: William Schallert, US-amerikanischer Schauspieler
- 2017: Cécile DeWitt-Morette, französische Physikerin
- 2017: Curt Lowens, deutscher Schauspieler
- 2018: Anne V. Coates, britische Filmeditorin
- 2018: George Deukmejian, US-amerikanischer Jurist und Politiker
- 2019: Jens Beutel, deutscher Politiker
- 2019: Robert J. McEliece, US-amerikanischer Mathematiker und Elektroingenieur
- 2020: Roy Horn, deutscher Zauberkünstler und Dompteur
- 2021: Helmut Jahn, deutscher Architekt
- 2021: Maharaj Krishan Kaushik, indischer Hockeyspieler
- 2021: Ravinder Pal Singh, indischer Hockeyspieler
- 2022: Karl Bruggmann, Schweizer Ringer
- 2022: Marija Gussakowa, sowjetische Skilangläuferin
- 2022: Bengt Johansson, schwedischer Handballspieler und -trainer
- 2022: Stefanos Petrakis, griechischer Leichtathlet
- 2023: Wilfried Erdmann, deutscher Einhandsegler und Sachbuchautor
- 2023: Rita Lee, brasilianische Sängerin und Instrumentalistin
- 2024: Giovanna Marini, italienische Musikerin
- 2025: Peter Gougaloff, bulgarischer Opernsänger
- 2025: Kikuo Wada, japanischer Ringer

## Feier- und Gedenktage
- Kirchliche Gedenktage
  - Gregor von Nazianz, römischer Theologe und Kirchenvater, Bischof und Patriarch (evangelisch)
  - Juliana von Norwich, englische Mystikerin und Schriftstellerin (anglikanisch, evangelisch: ELCA)
  - Hl. Victor von Mailand, afrikanisch-römischer Märtyrer (römisch-katholisch, evangelisch: ELCA)
- Staatliche Feier- und Gedenktage
  - Europa: Tag der Befreiung (1945)
- Weitere Informationen zum Tag
  - Weltrotkreuz- und Rothalbmondtag (seit 1948)

Weitere Einträge enthält die Liste von Gedenk- und Aktionstagen.